# Groenlandia
Groenlandia (en groenlandés, Kalaallit Nunaat, 'tierra de los kalaallits'; en danés, Grønland, 'tierra verde') es una isla en la zona nororiental de América del Norte, entre el océano Atlántico y el océano Glacial Ártico, políticamente constituida como una nación constituyente del Reino de Dinamarca. Groenlandia ha estado asociada en lo político y lo cultural con Europa Septentrional (en concreto con Escandinavia) durante más de un milenio. Con un total de 2 175 600 km², se considera la isla más grande del mundo, tomando la definición de Australia como masa continental. Su capital y ciudad más poblada es Nuuk (en danés: Godthåb).
Groenlandia ha sido habitada, aunque de forma intermitente, desde mediados del tercer milenio a. C., por pueblos amerindios.
En el año 986 su costa meridional fue colonizada por poblaciones de origen nórdico procedentes de Islandia. En 1261, los groenlandeses aceptaron la soberanía noruega sobre la isla. La ocupación nórdica duró hasta principios del siglo XV, declinando debido posiblemente a la Pequeña Edad del Hielo.
A principios del siglo XVIII, Hans Egede restableció el contacto con Groenlandia, pasando a depender de Dinamarca en 1814, tras la disolución del Reino de Dinamarca y Noruega. Desde la Constitución de Dinamarca de 1953, Groenlandia forma parte del Reino de Dinamarca con una relación conocida como Rigsfællesskabet ('Mancomunidad de la Corona').
En 1979, Dinamarca le otorgó la autonomía y, en 2008, el gobierno danés transfirió la mayor parte de las competencias que tenía al gobierno local groenlandés. Este traspaso se hizo efectivo el año siguiente y dejó para Dinamarca las competencias de asuntos exteriores, seguridad y política financiera. Otorgó a Groenlandia un subsidio anual de 633 millones de dólares, lo que suponía 11 300 dólares estadounidenses per cápita.

## Etimología
En el año 982, el marino y explorador vikingo de origen noruego Erik el Rojo (950-1003), debido a que había sido proscrito de Islandia por el asesinato de varias personas, navegando hacia el oeste de Islandia descubrió una enorme isla a la que llamó en idioma danés Grønland, cuyo significado es 'tierra (o país) verde'. Si bien el sur de Groenlandia, no cubierto por glaciares, solo es verde durante el verano, esta denominación pudo haber sido una simple pretensión para atraer colonos pues la isla de la que Erik procedía, Islandia —Ísland significa 'tierra de hielo'—, contaba con más vegetación que Groenlandia.

## Historia

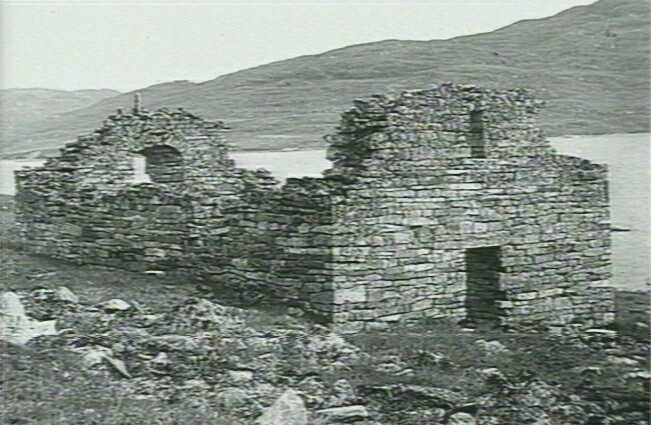
La iglesia de Hvalsey fue uno de los últimos edificios usados por los vikingos en la isla.

Los primeros habitantes de Groenlandia fueron los llamados esquimales.

### Pueblos paleoesquimales
La prehistoria de Groenlandia es una historia de repetidas olas de inmigración paleoesquimal o inuit provenientes de las islas al norte de Norteamérica. Siendo uno de los lugares geográficos más extremos de la extensión cultural de estos pueblos, sus vidas se encontraban en constante peligro y las culturas nacieron y murieron con el paso de los siglos. De los períodos previos a la exploración escandinava del territorio groenlandés, la arqueología únicamente puede aportar fechas aproximadas:
- La cultura saqqaq: de 2500 a. C. a 800 a. C., en el sur de Groenlandia.[13][14]
- La cultura independencia I: de 2400 a. C. a 1300 a. C., en el norte de Groenlandia.[15]
- La cultura independencia II: de 800 a. C. a 1 a. C., en el extremo norte de Groenlandia.[16]
- La cultura dorset primitiva o Dorset I: de 700 a. C. a 200, en el sur de Groenlandia.[17]

### Asentamiento nórdico

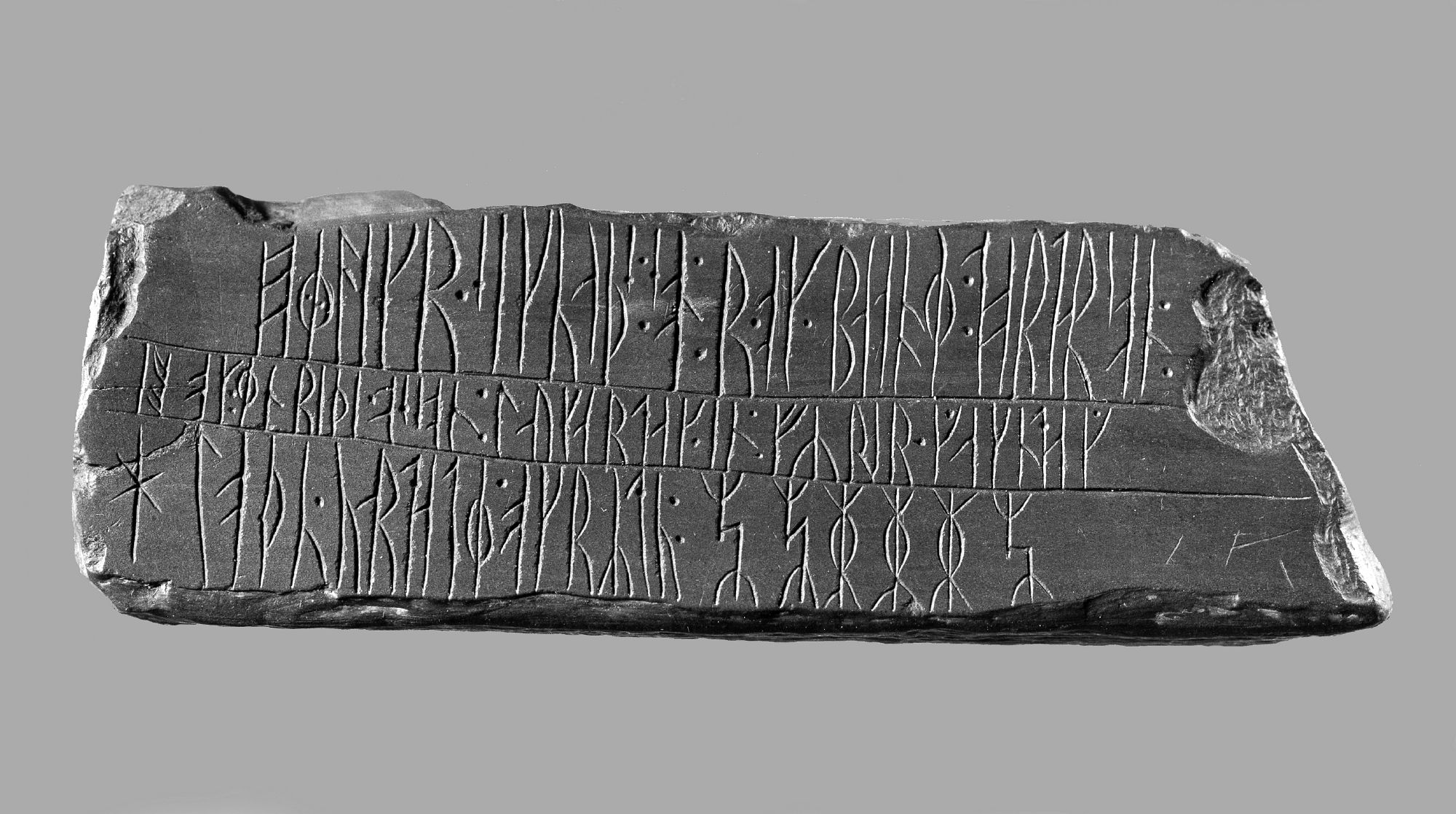
Piedra rúnica de Kingittorsuaq (Edad Media)

El navegante noruego Gunnbjörn Ulfsson fue el primer europeo en llegar a Groenlandia, tras lo cual en 978 Snaebjörn Galti visitó las islas frente al litoral de Ammassalik y Erik el Rojo llegó a la isla principal hacia el año 982. La fecha del establecimiento de la primera colonia, según las sagas, fue en 985. A partir de 986, la costa occidental de Groenlandia fue colonizada por islandeses y noruegos, a través de un contingente de 14 barcos dirigidos por Erik el Rojo. Formaron tres asentamientos –conocidos como el Asentamiento Oriental, el Asentamiento Occidental y el Asentamiento Medio– en los fiordos cercanos al extremo suroccidental de la isla. Compartieron la isla con los habitantes de la cultura tardía de Dorset, que ocuparon las partes norte y oeste, y más tarde con la cultura Thule, que entró desde el norte. Los groenlandeses nórdicos se sometieron al dominio noruego en 1261 bajo el Reino de Noruega. Más tarde, este reino entró en una unión personal con Dinamarca en 1380 y desde 1397 formó parte de la Unión de Kalmar.
Los asentamientos nórdicos, como el de Brattahlíð, prosperaron durante siglos, pero desaparecieron en algún momento del siglo XV, quizá al inicio de la Pequeña Edad de Hielo. Aparte de algunas inscripciones rúnicas, no se conservan registros contemporáneos ni historiografía de los asentamientos nórdicos. Las sagas islandesas y obras históricas medievales noruegas mencionan la economía de Groenlandia, así como a los obispos de Gardar y la recaudación de diezmos. Un capítulo del Konungs skuggsjá («Espejo del rey») describe las exportaciones e importaciones de la Groenlandia nórdica, así como el cultivo de cereales.
Los relatos de las sagas islandesas sobre la vida en Groenlandia se compusieron a partir del siglo XIII y no constituyen fuentes primarias para la historia de la Groenlandia nórdica primitiva, por lo que la comprensión moderna depende de los datos físicos de los yacimientos arqueológicos. La interpretación de los datos de los núcleos de hielo y de las conchas de almeja sugiere que, entre el 800 y el 1300 d. C., las regiones que rodean los fiordos del sur de Groenlandia experimentaron un clima suave, con varios grados centígrados más que el habitual en el Atlántico Norte, en el que crecían árboles y plantas herbáceas y se criaba ganado. La cebada se cultivaba hasta el paralelo 70. Los núcleos de hielo indican que Groenlandia ha tenido cambios drásticos de temperatura muchas veces en los últimos 100 000 años. Del mismo modo, el Landnámabók («Libro de los Asentamientos») de Islandia registra hambrunas durante los inviernos, en las que «los ancianos y los indefensos eran asesinados y arrojados por los acantilados».
Debido al cambio de las condiciones climáticas y la presión territorial de los inuit, el asentamiento occidental fue abandonado hacia 1350, y hacia 1430 también el asentamiento oriental desapareció.
Los asentamientos islandeses desaparecieron durante el siglo XIV y principios del XV La desaparición del asentamiento occidental coincide con un descenso de las temperaturas en verano e invierno. Un estudio sobre la variabilidad de la temperatura estacional del Atlántico Norte durante la Pequeña Edad de Hielo mostró un descenso significativo de las temperaturas máximas de verano a partir de finales del siglo XIII hasta principios del siglo XIV, hasta 6 a 8 °C (11 a 14 °F) menos que las temperaturas de verano modernas. El estudio también reveló que las temperaturas invernales más bajas de los últimos 2000 años se produjeron a finales del siglo XIV y principios del XV. Es probable que el asentamiento oriental fuera abandonado entre principios y mediados del siglo XV, durante este período frío.
Las teorías extraídas de las excavaciones arqueológicas realizadas en Herjolfsnes en la década de 1920 sugieren que el estado de los huesos humanos de este periodo indica que la población nórdica estaba desnutrida, es posible que a causa de la erosión del suelo resultante de la destrucción de la vegetación natural por parte de los nórdicos en el transcurso de la agricultura, el corte de césped y la tala de madera. La malnutrición también pudo ser consecuencia de las muertes generalizadas por la peste pandémica, el descenso de las temperaturas durante la Pequeña Edad de Hielo y los conflictos armados con los skrælings (palabra nórdica para referirse a los inuit, que significa «desgraciados»). Estudios arqueológicos recientes cuestionan en cierto modo la suposición general de que la colonización nórdica tuvo un efecto medioambiental drástico, negativo para la vegetación. Los datos apoyan los rastros de una posible estrategia nórdica de modificación del suelo. Pruebas más recientes sugieren que los nórdicos, que nunca superaron los 2500 habitantes, abandonaron de modo gradual los asentamientos de Groenlandia a lo largo del siglo XV a medida que el marfil de morsa, la exportación más valiosa de Groenlandia, disminuía de precio debido a la competencia con otras fuentes de marfil de mayor calidad, y que en realidad había pocas pruebas de inanición o dificultades.
Se han propuesto otras teorías sobre la desaparición del asentamiento nórdico:
- Falta de apoyo.

- Los merodeadores en barco (como los piratas vascos, ingleses o alemanes),[25] en lugar de los skrælings, podrían haber saqueado y desplazado a los groenlandeses.

- Eran «las víctimas de un pensamiento oculto y de una sociedad jerárquica dominada por la Iglesia y los mayores propietarios de tierras. En su reticencia a verse a sí mismos como algo distinto a los europeos, los groenlandeses no adoptaron el tipo de vestimenta que los inuit empleaban como protección contra el frío y la humedad ni tomaron prestado ninguno de los aparejos de caza de los inuit».

- «La estructura de la sociedad nórdica creaba un conflicto entre los intereses a corto plazo de los que estaban en el poder y los intereses a largo plazo de la sociedad en su conjunto».[20]

### Cultura Thule (1300-presente)
Los Thule son los ancestros de la población actual de Groenlandia. No se han encontrado genes de los paleoinuit en la población actual de Groenlandia. La cultura Thule emigró hacia el este desde lo que hoy se conoce como Alaska alrededor del año 1000 d. C., llegando a Groenlandia alrededor del año 1300. La cultura Thule fue la primera en introducir en Groenlandia innovaciones tecnológicas como los trineos tirados por perros y los arpones de palanca. Abandonadas las colonias europeas, los inuit fueron los únicos habitantes del territorio hasta el siglo XVIII.

### Colonización europea

Imágenes de Groenlandia cerca de 1863

En 1500, el rey Manuel I de Portugal envió a Gaspar Corte-Real a Groenlandia en busca de un paso al noroeste de Asia que, según el Tratado de Tordesillas, formaba parte de la esfera de influencia de Portugal. En 1501, Corte-Real regresó con su hermano Miguel. Al encontrar el mar congelado, se dirigieron al sur y llegaron a Labrador y Terranova. A la vuelta de los hermanos a Portugal, la información cartográfica suministrada por Corte-Real se incorporó a un nuevo mapa del mundo que fue presentado a Ercole I d'Este, duque de Ferrara, por Alberto Cantino en 1502. El planisferio de Cantino, realizado en Lisboa, representa con precisión la costa meridional de Groenlandia.
En 1605-1607, el rey Cristián IV de Dinamarca envió una serie de expediciones a Groenlandia y a las vías navegables del Ártico para localizar el asentamiento nórdico oriental perdido y afirmar la soberanía danesa sobre Groenlandia. Las expediciones fueron en su mayoría infructuosas, en parte debido a que los líderes carecían de experiencia en las difíciles condiciones climáticas y de hielo del Ártico, y en parte porque los líderes de las expediciones recibieron instrucciones de buscar el asentamiento oriental en la costa oriental de Groenlandia, justo al norte del cabo Farewell, que es casi inaccesible debido a la deriva del hielo hacia el sur. El piloto de los tres viajes fue el explorador inglés James Hall.
Tras la desaparición de los asentamientos nórdicos, Groenlandia quedó bajo el control de facto de varios grupos inuit, pero el gobierno danés nunca olvidó ni renunció a las reivindicaciones sobre Groenlandia que había heredado de los nórdicos. Cuando restableció el contacto con Groenlandia a principios del siglo XVII, Dinamarca reivindicó su soberanía sobre la isla. En 1721, se envió a Groenlandia una expedición mercantil y clerical conjunta dirigida por el misionero danés-noruego Hans Egede, sin saber si seguía existiendo allí una civilización nórdica. Esta expedición forma parte de la colonización danesa-noruega de América. Tras 15 años en Groenlandia, Hans Egede dejó a su hijo Paul Egede a cargo de la misión allí y regresó a Dinamarca, donde estableció un seminario en Groenlandia. Esta nueva colonia se centró en Godthåb («Buena Esperanza»), en la costa suroeste. Poco a poco, Groenlandia se abrió a los comerciantes daneses, pero se cerró a los de otros países.

### Del Tratado de Kiel a la Segunda Guerra Mundial
Cuando la unión entre las coronas de Dinamarca y Noruega se disolvió en 1814, el Tratado de Kiel separó las antiguas colonias de Noruega y las dejó bajo el control del monarca danés. Noruega ocupó en julio de 1931 la entonces deshabitada Groenlandia oriental como Tierra de Erik el Rojo, alegando que constituía terra nullius. Noruega y Dinamarca acordaron someter el asunto en 1933 al Tribunal Permanente de Justicia Internacional, que falló en contra de Noruega.

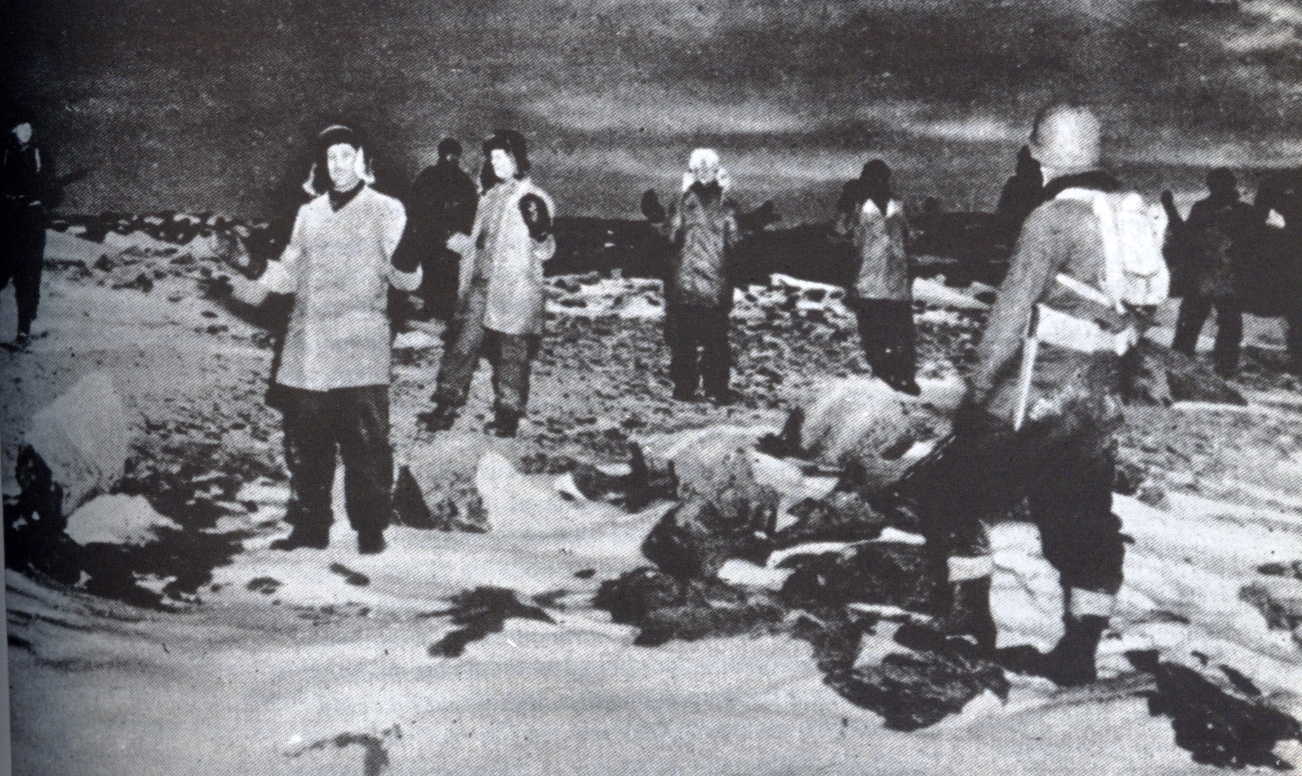
Miembros de la estación meteorológica alemana Edelweiss II en Groenlandia hechos prisioneros por soldados del ejército estadounidense en 1944

La conexión de Groenlandia con Dinamarca se cortó el 9 de abril de 1940, a principios de la Segunda Guerra Mundial, tras la ocupación de Dinamarca por la Alemania nazi. El 8 de abril de 1941, Estados Unidos ocupó Groenlandia para defenderla de una posible invasión de Alemania. La ocupación estadounidense de Groenlandia continuó hasta 1945. Groenlandia pudo comprar productos de Estados Unidos y Canadá vendiendo criolita de la mina de Ivittuut. Las principales bases aéreas eran Bluie West-1 en Narsarsuaq y Bluie West-8 en Søndre Strømfjord (Kangerlussuaq), que aún se utilizan como los principales aeropuertos internacionales de Groenlandia. Bluie era el nombre en clave militar de Groenlandia.
Durante esta guerra, el sistema de gobierno cambió: El gobernador Eske Brun gobernaba la isla en virtud de una ley de 1925 que permitía a los gobernadores tomar el control en circunstancias extremas; el gobernador Aksel Svane fue trasladado a Estados Unidos para dirigir la comisión de abastecimiento de Groenlandia. La patrulla danesa Sirius vigiló las costas del noreste de Groenlandia en 1942 utilizando trineos de perros. Detectaron varias estaciones meteorológicas alemanas y alertaron a las tropas estadounidenses, que destruyeron las instalaciones. Tras la caída del Tercer Reich, Albert Speer consideró una breve posibilidad de escapar en un pequeño avión para esconderse en Groenlandia, pero cambió de opinión y decidió entregarse a las Fuerzas Armadas de Estados Unidos.
Groenlandia había sido una sociedad protegida y muy aislada hasta 1940. El gobierno danés había mantenido un estricto monopolio del comercio groenlandés, permitiendo solo el trueque a pequeña escala con los balleneros británicos. En tiempos de guerra, Groenlandia desarrolló un sentimiento de autosuficiencia mediante el autogobierno y la comunicación independiente con el mundo exterior. A pesar de este cambio, en 1946 una comisión que incluía al más alto consejo groenlandés, el Landsrådene, recomendó paciencia y ninguna reforma radical del sistema. Dos años más tarde, se dio el primer paso hacia un cambio de gobierno cuando se creó una gran comisión. En 1950 se presentó un informe final (G-50) en el que se recomendaba la introducción de un estado de bienestar moderno con el desarrollo de Dinamarca como patrocinador y modelo. En 1953, Groenlandia pasó a formar parte del Reino de Dinamarca en igualdad de condiciones. En 1979 se concedió la autonomía.

### Autonomía y autogobierno
Tras la Segunda Guerra Mundial, Estados Unidos desarrolló un interés geopolítico en Groenlandia, y en 1946 ofreció comprar la isla a Dinamarca por 100 millones de dólares. Dinamarca se negó a venderla. En lo histórico, esto repitió un interés del secretario de Estado William H. Seward. En 1867 trabajó con el exsenador Robert J. Walker para explorar la posibilidad de comprar Groenlandia y quizás Islandia. La oposición en el Congreso puso fin a este proyecto. En el siglo XXI, Estados Unidos, según WikiLeaks, siguió interesado en invertir en la base de recursos de Groenlandia y en explotar los hidrocarburos de la costa groenlandesa. En agosto de 2019, el entonces presidente estadounidense Donald Trump incluso volvió a proponer la compra del país, lo que provocó que el primer ministro Kim Kielsen emitiera la siguiente declaración: «Groenlandia no está a la venta y no puede venderse, pero Groenlandia está abierta al comercio y a la cooperación con otros países, incluido Estados Unidos».
En 1950, Dinamarca aceptó que Estados Unidos recuperara el uso de la base aérea de Thule; ésta se amplió de modo considerable entre 1951 y 1953 como parte de una estrategia de defensa unificada de la OTAN durante la Guerra Fría. La población local de tres pueblos cercanos fue trasladada a más de 100 kilómetros (62 millas) en invierno. Estados Unidos intentó construir una red subterránea de emplazamientos secretos para el lanzamiento de misiles nucleares en la capa de hielo de Groenlandia, denominada Proyecto Iceworm. Según documentos desclasificados en 1996, este proyecto se gestionó desde Camp Century entre 1960 y 1966 antes de abandonarlo por considerarlo inviable. Los misiles nunca se pusieron en marcha y nunca se solicitó el consentimiento necesario del Gobierno danés para hacerlo. El gobierno danés no tuvo conocimiento de la misión del programa hasta 1997, cuando lo descubrió al buscar, en los documentos desclasificados, registros relacionados con el accidente de un bombardero B-52 equipado con material nuclear en Thule en 1968.
Con la constitución danesa de 1953, el estatus colonial de Groenlandia terminó al incorporarse la isla al reino danés como un amt (condado). La ciudadanía danesa se extendió a los groenlandeses. La política danesa con respecto a Groenlandia consistía en una estrategia de asimilación cultural, o desgroenlandización. Durante este periodo, el gobierno danés promovió el uso exclusivo de la lengua danesa en los asuntos oficiales y exigió a los groenlandeses que fueran a Dinamarca para cursar sus estudios superiores. Muchos niños groenlandeses crecieron en internados en el sur de Dinamarca, y algunos perdieron sus vínculos culturales con Groenlandia. Aunque las políticas «tuvieron éxito» en el sentido de que los groenlandeses dejaron de ser sobre todo cazadores de subsistencia para convertirse en asalariados urbanizados, la élite groenlandesa empezó a reafirmar una identidad cultural groenlandesa. Se desarrolló un movimiento a favor de la independencia, que alcanzó su punto álgido en los años 70. Como consecuencia de las complicaciones políticas relacionadas con la entrada de Dinamarca en el Mercado Común Europeo en 1972, Dinamarca empezó a buscar un estatus diferente para Groenlandia, lo que dio lugar a la Ley de Autonomía de 1979.

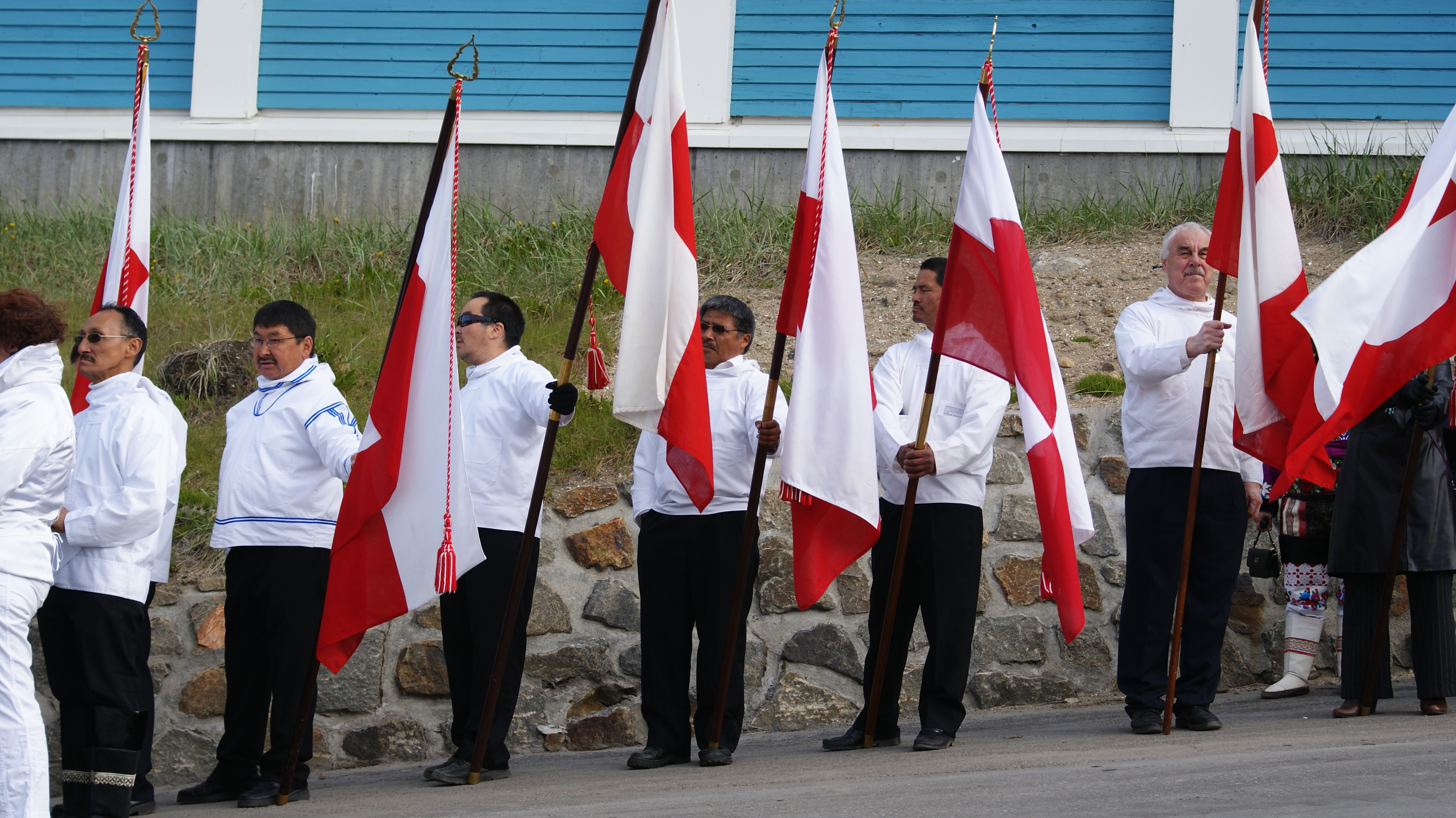
Celebración del día nacional de Groenlandia en 2010

Esta ley otorgaba a Groenlandia una autonomía limitada, con un poder legislativo propio que asumía el control de algunas políticas internas, mientras que el Parlamento de Dinamarca mantenía el control total de las políticas exteriores, la seguridad y los recursos naturales. La ley entró en vigor el 1 de mayo de 1979. La reina de Dinamarca, Margarita II, siguió siendo la jefa de Estado de Groenlandia. En 1985, Groenlandia abandonó la Comunidad Económica Europea (CEE) al conseguir la autonomía, ya que no estaba de acuerdo con las normas de pesca comercial de la CEE y con la prohibición de la CEE de los productos de piel de foca. El 25 de noviembre del 2008 Groenlandia aprobó la ampliación de su estatuto de autonomía mediante un referéndum sobre su autogobierno que le otorga mayores recursos económicos, el control de sus recursos petrolíferos y la posibilidad de acogerse al derecho de autodeterminación. Según un estudio, la votación de 2008 creó lo que «puede considerarse un sistema entre la autonomía y la plena independencia».
El 21 de junio de 2009, Groenlandia obtuvo el autogobierno con disposiciones para asumir la responsabilidad del autogobierno de los asuntos judiciales, la policía y los recursos naturales. Además, los groenlandeses fueron reconocidos como un pueblo independiente según el derecho internacional. Dinamarca mantiene el control de los asuntos exteriores y de defensa. Dinamarca mantiene la subvención anual en bloque de 3200 millones de coronas danesas, pero a medida que Groenlandia comience a recaudar ingresos de sus recursos naturales, la subvención disminuirá de modo gradual. En general, esto se considera un paso hacia la plena independencia de Dinamarca. El groenlandés fue declarado la única lengua oficial de Groenlandia en la histórica ceremonia.

## Política

### Gobierno

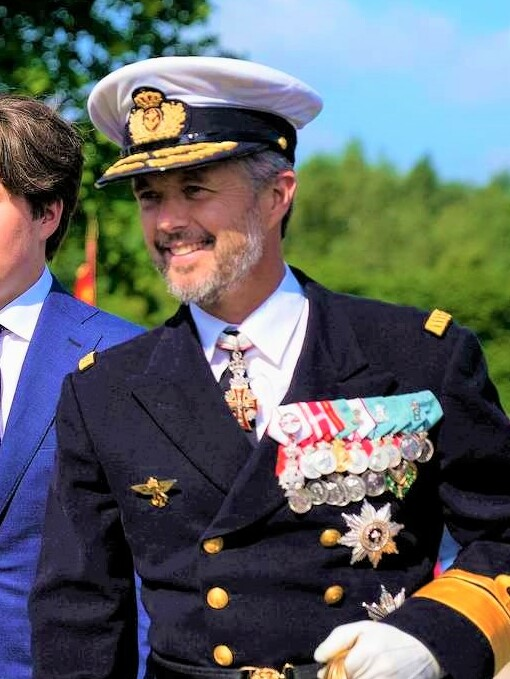
Federico X, rey de Dinamarca, las Islas Feroe y Groenlandia.

El jefe de Estado en Groenlandia es Federico X. El gobierno del Rey en Dinamarca nombra un Rigsombudsmand (Alto Comisionado) que representa al gobierno y la monarquía danesa. Como parte integrante de Dinamarca elige dos representantes en el parlamento danés. El jefe de Gobierno es el primer ministro, que en general es el líder del partido mayoritario en el Parlamento. Desde el 2002 ocupó ese cargo Hans Enoksen, que fue sustituido en 2009 por Kuupik Kleist del Inuit Ataqatigiit, que tras las elecciones de junio del 2009 se convirtió en el partido más votado.
El poder legislativo corresponde a un Parlamento de 31 miembros. El parlamento elegido en las elecciones de 2005 estaba compuesto por cinco partidos. El principal, con diez escaños, era el socialdemócrata Siumut.

### Sistema político
El sistema de partidos está dominado por el socialdemócrata Partido Adelante y el socialista democrático Partido de la Comunidad Inuit, que abogan por una mayor independencia de Dinamarca. Mientras que en las elecciones de 2009 el Partido Demócrata unionista (dos diputados) sufrió un gran descenso, en las de 2013 se consolidó el poder de los dos partidos principales a expensas de los grupos más pequeños, y se eligió por primera vez al Partido Inuit ecosocialista en el Parlamento. El dominio de los partidos Adelante y Comunidad Inuit empezó a decaer tras las elecciones anticipadas de 2014 y 2018.
El referéndum no vinculante de 2008 sobre el autogobierno favoreció el aumento del autogobierno por 21.355 votos contra 6.663.
En 1985, Groenlandia abandonó la Comunidad Económica Europea (CEE), a diferencia de Dinamarca, que sigue como miembro. La CEE se convirtió en la Unión Europea (UE, rebautizada y ampliada en 1992). Groenlandia mantiene algunos vínculos a través de su relación asociada con la UE. Sin embargo, la legislación de la UE no se aplica en gran medida a Groenlandia, excepto en el ámbito del comercio. Groenlandia está designada como miembro de los Países y Territorios de Ultramar (PTU) y, por tanto, no forma parte oficial de la Unión Europea, aunque puede recibir y recibe ayudas del Fondo Europeo de Desarrollo, del Marco Financiero Plurianual, del Banco Europeo de Inversiones y de los programas de la UE.

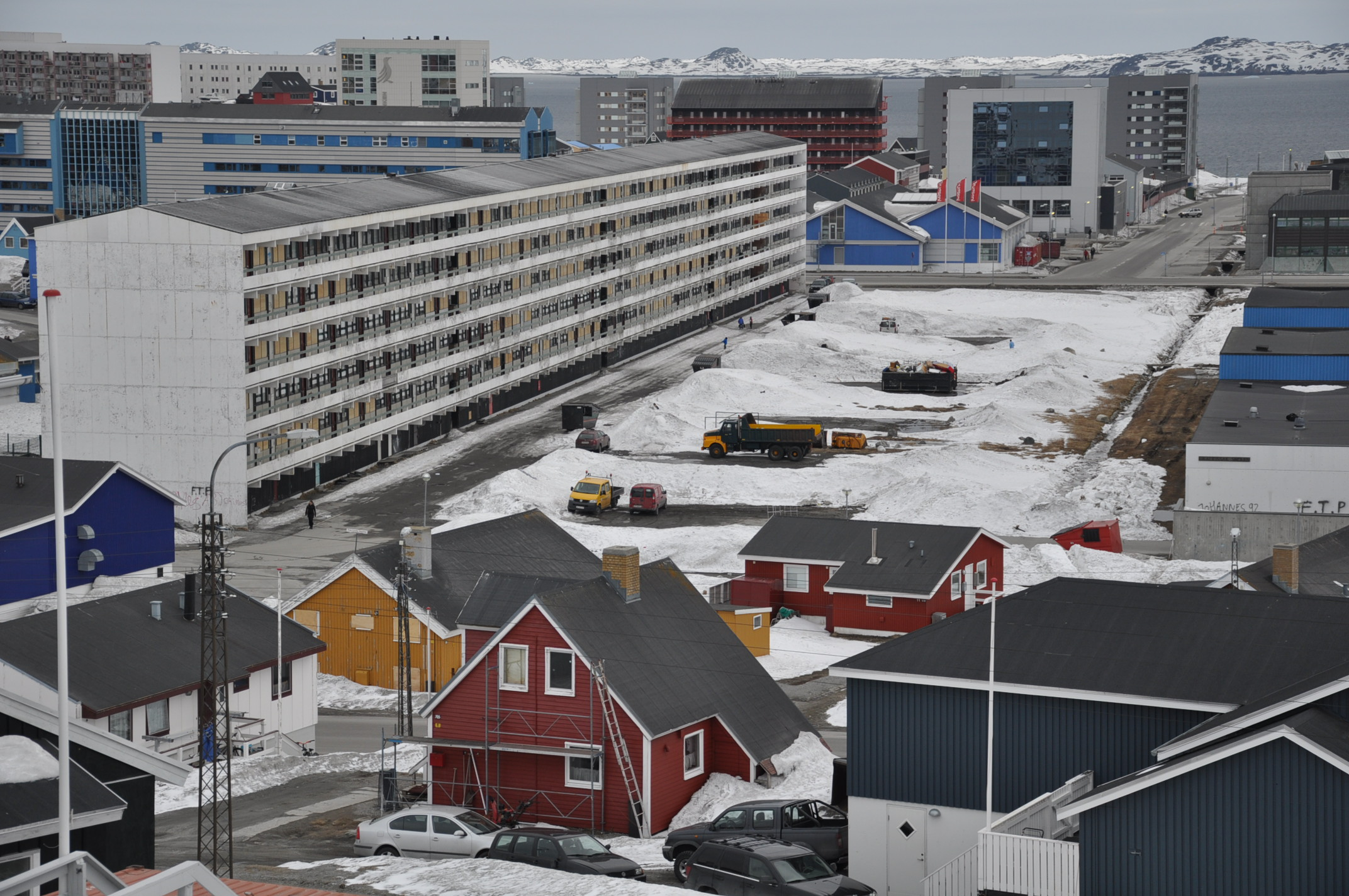
Nuuk, la capital de Groenlandia

### Defensa
La defensa de Groenlandia (así como la política exterior) es responsabilidad de Dinamarca. Sin embargo, desde junio del 2009, la guardia costera está en manos del Gobierno groenlandés. En Groenlandia se encuentran varias bases militares estadounidenses y danesas, incluida la Base Aérea de Thule, que alberga la red global de sensores de la 21.ª Ala Espacial de la Fuerza Espacial de los Estados Unidos que proporciona alerta de misiles, vigilancia espacial y control espacial al Mando de Defensa Aeroespacial de Norteamérica (NORAD).
En 1995, se produjo un escándalo político en Dinamarca después de que un informe revelara que el gobierno había dado permiso tácito para que se ubicaran armas nucleares en Groenlandia, contraviniendo la política de zona desnuclearizada de Dinamarca de 1957. Los Estados Unidos construyeron una base secreta de energía nuclear, llamada Camp Century, en la capa de hielo de Groenlandia. El 21 de enero de 1968, un B-52G, con cuatro bombas nucleares a bordo como parte de la Operación Cúpula de Cromo, se estrelló en el hielo de la bahía de la Estrella del Norte cuando intentaba realizar un aterrizaje de emergencia en la base aérea de Thule. El incendio resultante provocó una gran contaminación radiactiva. Una de las bombas H se perdió.

## Organización político-administrativa

División política de Groenlandia.

Hasta el 1 de enero del 2009, Groenlandia se administraba en tres distritos (landsdele): Avannaa (Nordgrønland, en danés), Tunu (Østgrønland, en danés), Kitaa (Vestgrønland, en danés). En el 2009 se cambió la división administrativa, reorganizando el territorio en cuatro municipios. En 2018 desapareció el municipio de Qaasuitsup, dando lugar a los municipios de Avannaata y Qeqertalik, con lo que suman cinco.

### Municipios

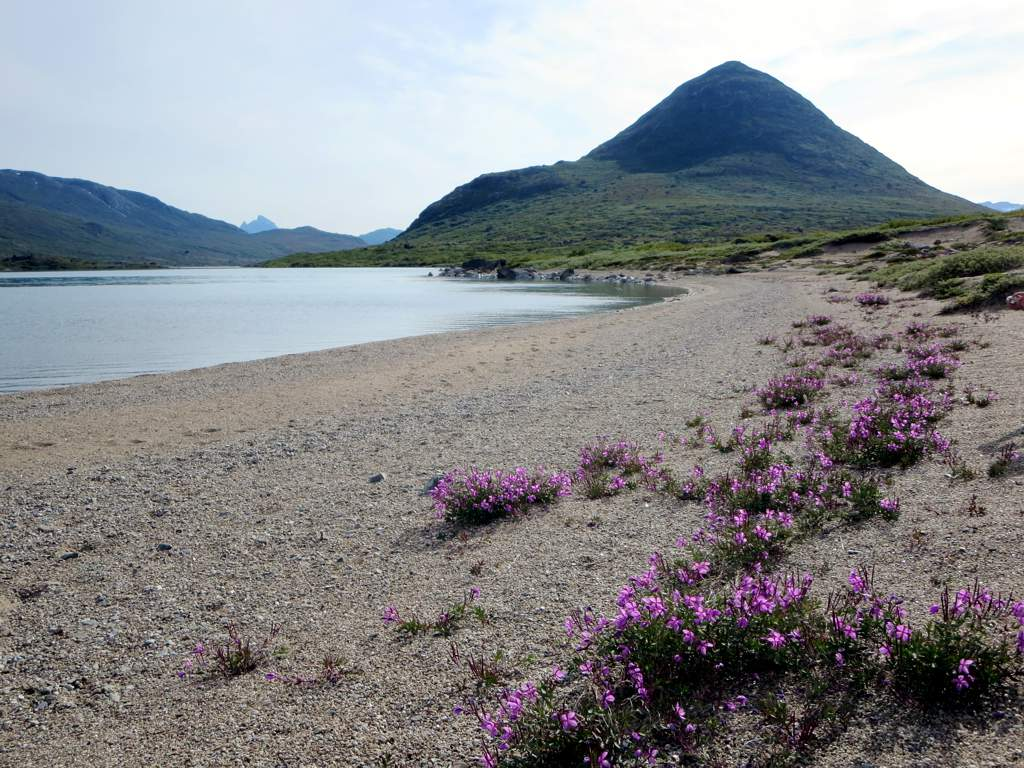
Playa del Fiordo de Tasermiut en el Municipio de Kujalleq al sur de Groenlandia

| Municipio  | Superficie  | Población (2018) | Mapa |
| ---------- | ----------- | ---------------- | ---- |
| Sermersooq | 635 600 km² | 21 232 hab.      |      |
| Qeqqata    | 115 500 km² | 9 677 hab.       |      |
| Qeqertalik | 62 400 km²  | 6 504 hab.       |      |
| Kujalleq   | 32 500 km²  | 7 589 hab.       |      |
| Avannaata  | 522 700 km² | 10 651 hab       |      |

### Áreas no incorporadas
El parque nacional del noreste de Groenlandia es un área no incorporada y no forma parte de ningún municipio. La base aérea de Thule es un área no incorporada como enclave dentro del municipio de Avannaata.
| Área                                       | Superficie  | Población (2013) | Mapa |
| ------------------------------------------ | ----------- | ---------------- | ---- |
| Parque nacional del noreste de Groenlandia | 972 000 km² | 233 hab.         |      |

## Geografía

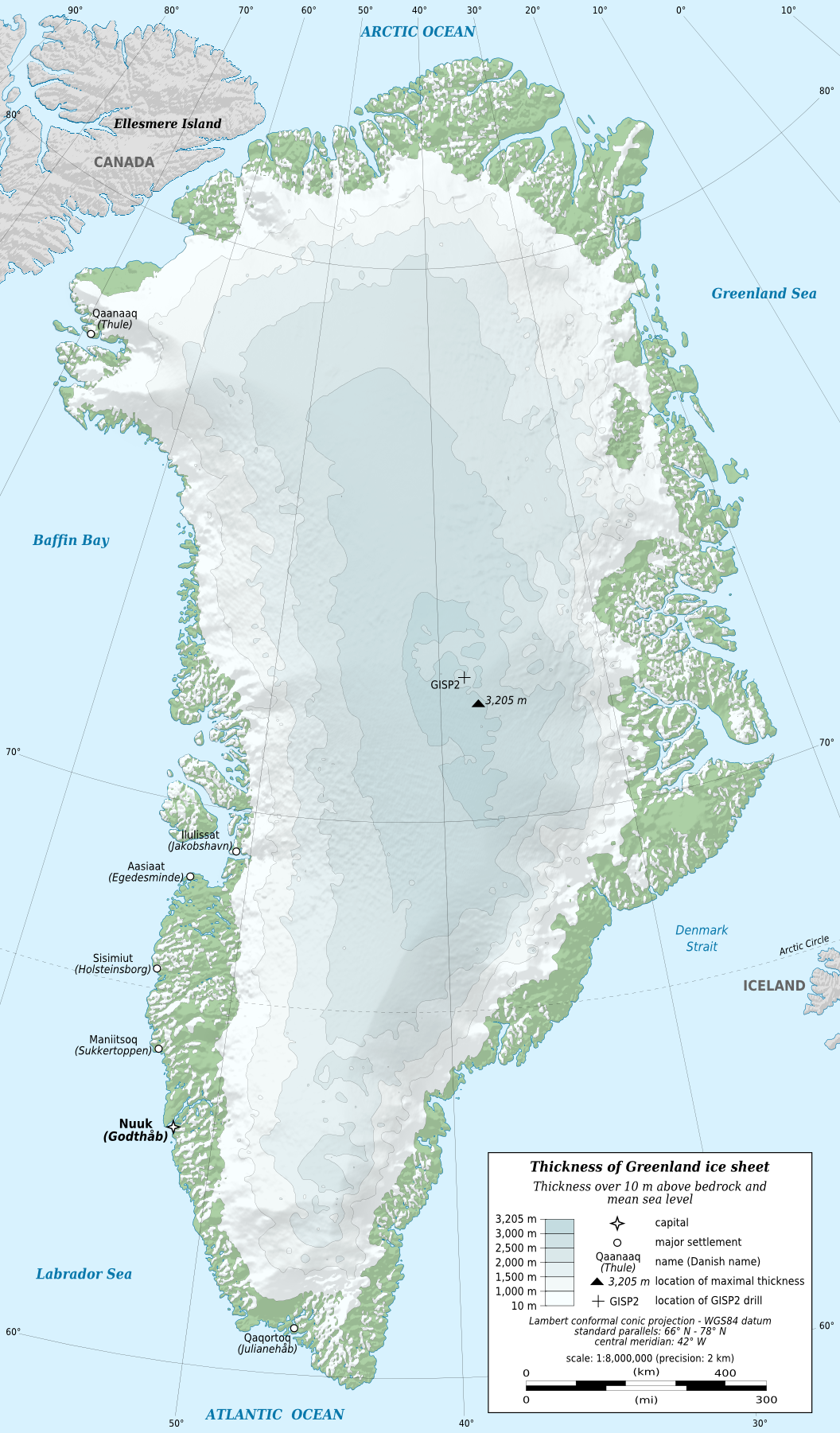
Mapa físico de Groenlandia.

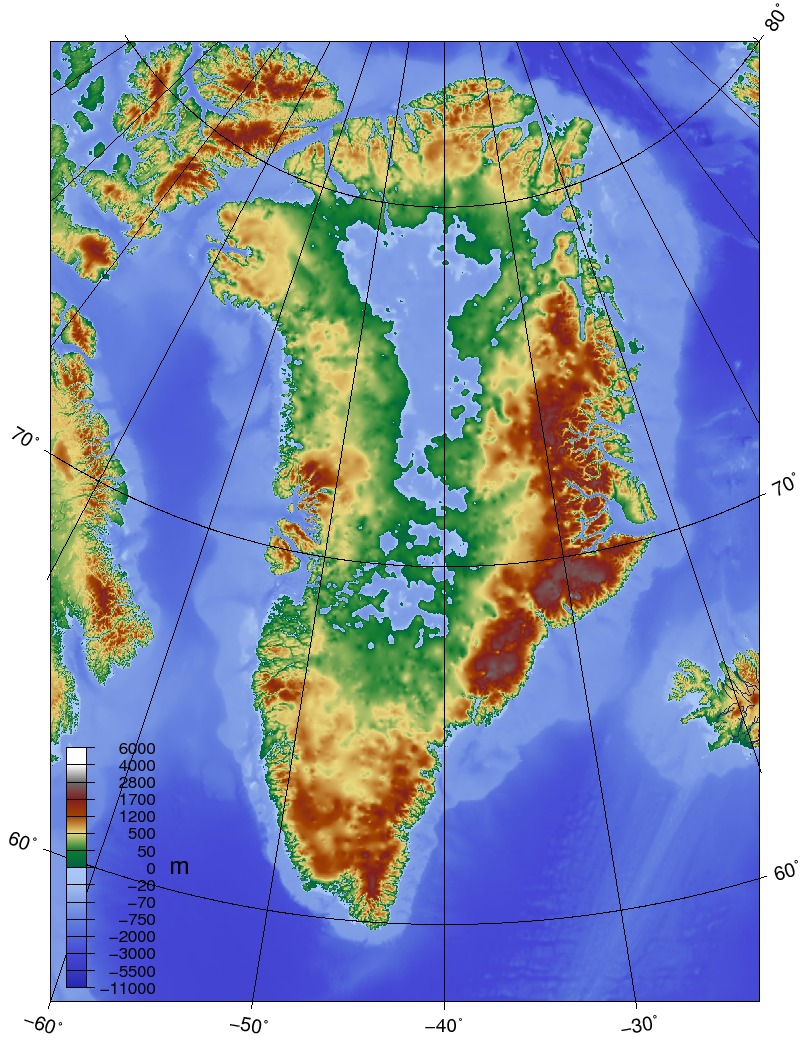
Mapa topográfico de Groenlandia

Groenlandia se encuentra entre el paralelo 59°N y el 84°N, y en las longitudes 11°W hasta 74°W. Es la tercera región más grande en Norteamérica. El océano Atlántico bordea a Groenlandia por el Sur, el mar Groenlandés limita el país por el este; el océano Ártico por el norte y la bahía de Baffin en el oeste. Los países más cercanos son Canadá, al oeste de la bahía de Baffin, e Islandia, separada de Groenlandia por el océano Atlántico.

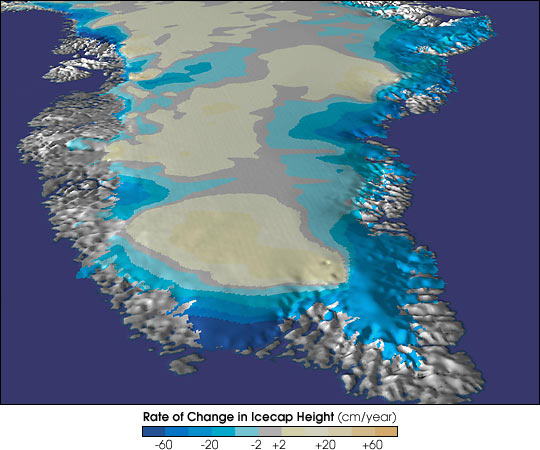
Cambios de nivel del casquete de hielo de Groenlandia medidos en cm por año desde 60 cm de aumento en la zona central hasta 60 cm de descenso en la periferia.

Con 2 522 000 km², Groenlandia es la isla más grande del mundo después de la isla continente de Australia. Cerca del 80 % del territorio (2 106 000 km²) está cubierto de hielo, por lo que constituye la segunda reserva de este en el planeta, por detrás de la existente en la Antártida. Por otra parte, la superficie libre de hielo (416 000 km²) es mayor que la de Japón, con una baja densidad poblacional. El volumen del inlandsis y la banquisa de hielo es de aproximadamente 2 860 000 km³, que en caso de derretirse sería capaz de elevar el nivel del mar 7 metros. El peso de esta gigantesca masa de hielo ha hundido la plataforma continental hasta 300 metros por debajo del nivel del mar, formando el denominado Gran Cañón de Groenlandia. El hielo se desplaza generalmente desde el interior de la isla hasta la costa.
A finales del 2013 se ha descubierto bajo el indlandsis groenlandés, al menos en su zona sudeste, un enorme acuífero (que parece tener un área semejante al de la isla de Irlanda, es decir unos 85 000 km²) de agua líquida debida a la presión que la calota glacial ejerce sobre las aguas que, aun bajo los 0 °C, se mantienen así en estado líquido.
La cordillera Watkins (en danés, Watkins Bjerge) es la cordillera más alta de Groenlandia. Está situada en la Tierra del Rey Christian IX, en el municipio de Sermersooq. Aquí se encuentra el pico más elevado de la isla y de todo el Ártico, el Gunnbjörn, de 3.649 metros de altitud.
Todas las ciudades y pueblos de Groenlandia se encuentran en la costa que está libre de hielo, con la población concentrada a lo largo de la costa oeste. La zona noreste está ocupada por el parque nacional del Noreste. Hay al menos cuatro expediciones científicas y campamentos establecidas en el centro de la isla: Eismitte, Hielo Norte, North GRIP Camp y The Raven Skiway. Actualmente hay además una estación rotativa anual, Summit Camp, en la banquisa, establecida en 1989. La estación de radio Jørgen Brønlund Fjord, era, hasta 1950, la estación permanente más septentrional del mundo.
El extremo norte de Groenlandia, la Tierra de Peary, no está cubierta por un manto de hielo, porque (como en el centro de la antipodal Antártida) el aire es demasiado seco para producir nieve, que es esencial en la producción y mantenimiento de la banquisa de hielo.

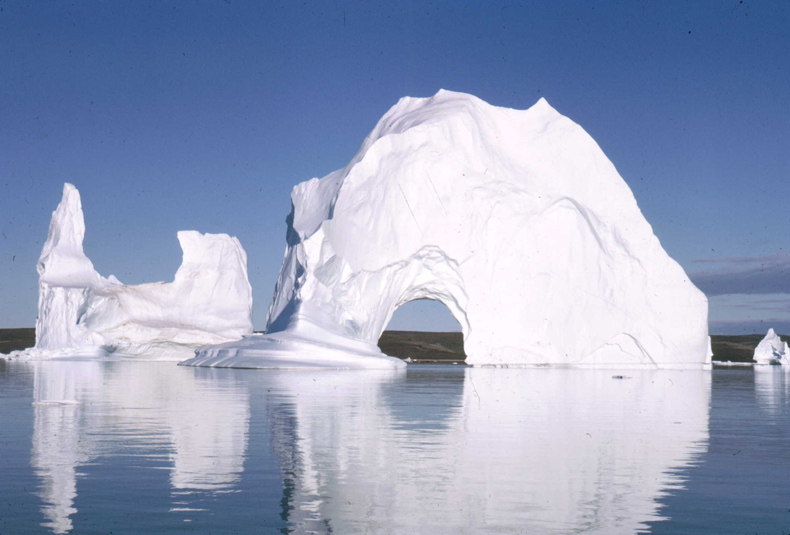
Icebergs de Sydkap, en Scoresby Sund, Groenlandia oriental, el fiordo más largo en el mundo.

Entre 1989 y 1993, investigadores europeos y estadounidenses taladraron el hielo de Groenlandia, obteniendo muestras de 3 kilómetros de largo del núcleo de hielo. El análisis químico y físico de las muestras revolucionó el registro climático que se tenía hasta la fecha, consiguiendo datos de hace 10 000 años y demostrando que la Tierra había sufrido previamente cambios climáticos, y que el cambio climático actual es poco común. También se ha descubierto que la pérdida de glaciares en Groenlandia está elevando el nivel de los océanos más rápido de lo que se pensaba. Entre 1991 y 2004, una estación localizada en Swiss Camp observó que la temperatura media del invierno había ascendido desde los -6 °C hasta los 0 °C. Otras investigaciones han demostrado que las fuertes nevadas que provienen de la oscilación del Atlántico Norte han conseguido espesar el grosor de la banquisa a un ritmo de 6 cm por año entre 1994 y 2005.

### Clima
Las costas occidentales de Groenlandia están surcadas por una corriente fría, la corriente de Groenlandia Occidental, con el ascenso de aguas profundas en la costa occidental de Groenlandia que mantienen el mar y las costas libres de hielo al tener una temperatura superior a los 4 °C. Más al norte, entre la isla de Ellesmere y la propia Groenlandia, ya comienza a estar el mar cubierto de hielo de la banquisa ártica y comienzan a verse grandes icebergs desprendidos del gran glaciar continental de Groenlandia (como puede verse en la imagen de satélite del glaciar de Humboldt al noroeste de Groenlandia) el cual se va fragmentando al llegar al estrecho que separa a Groenlandia de la isla de Ellesmere y de otras islas árticas.

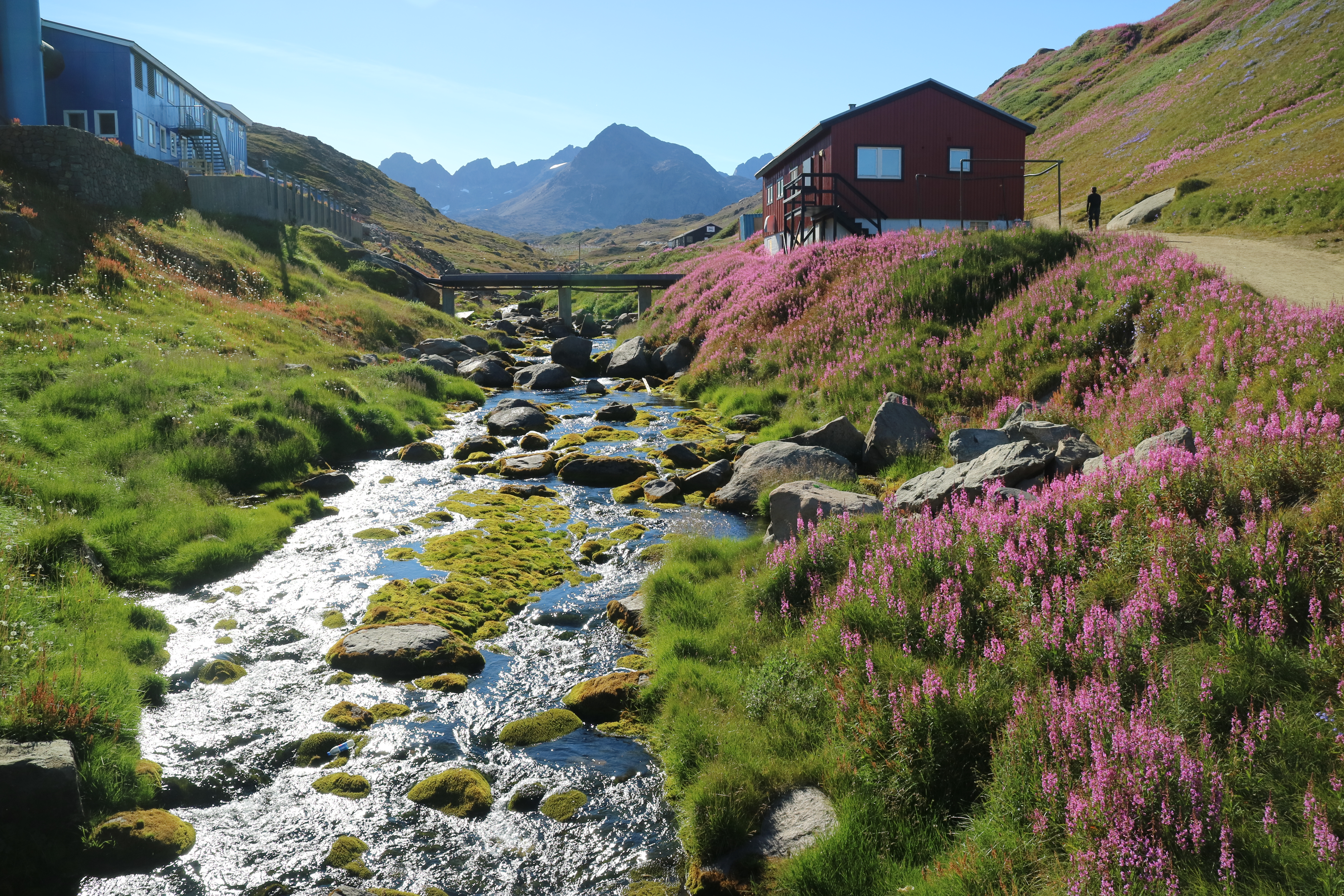
Paisaje del Sureste de Groenlandia

El mecanismo hidrológico u oceanográfico de esta corriente es distinto al de las otras corrientes frías que están ubicadas a unas latitudes mucho menores, próximas a los trópicos: como sucede en las costas occidentales de los continentes en las latitudes medias, las aguas se dirigen, en la superficie, de este a oeste por dos razones: los vientos predominantes del este (debidos a la rotación terrestre) y la menor fuerza centrípeta de las aguas superficiales (menor que la de las aguas de mayor profundidad) por estar más alejadas del centro de la Tierra.
Sin embargo, en el caso de la corriente del Labrador, el agua en la superficie queda canalizada y procedente del océano Glacial Ártico en dirección sureste hasta la isla de Terranova donde queda cortada abruptamente por la corriente cálida del Golfo que se dirige hacia el noreste. Es dicha corriente del Labrador, la que explica la presencia de icebergs a unas latitudes mucho menores que en otras partes del hemisferio norte: el naufragio del Titanic es un buen ejemplo de esta lucha entre las dos corrientes. La corriente fría de Groenlandia Occidental es la razón de que la zona más poblada y libre de hielos sea, precisamente, la costa occidental, como puede verse en una imagen de la European Space Agency que muestra el espesor del hielo oceánico.
Con un clima polar, posee apenas unas pequeñas zonas costeras donde la temperatura durante el verano supera los 10 °C, por lo que su vegetación es de tundra y la agricultura inexistente.

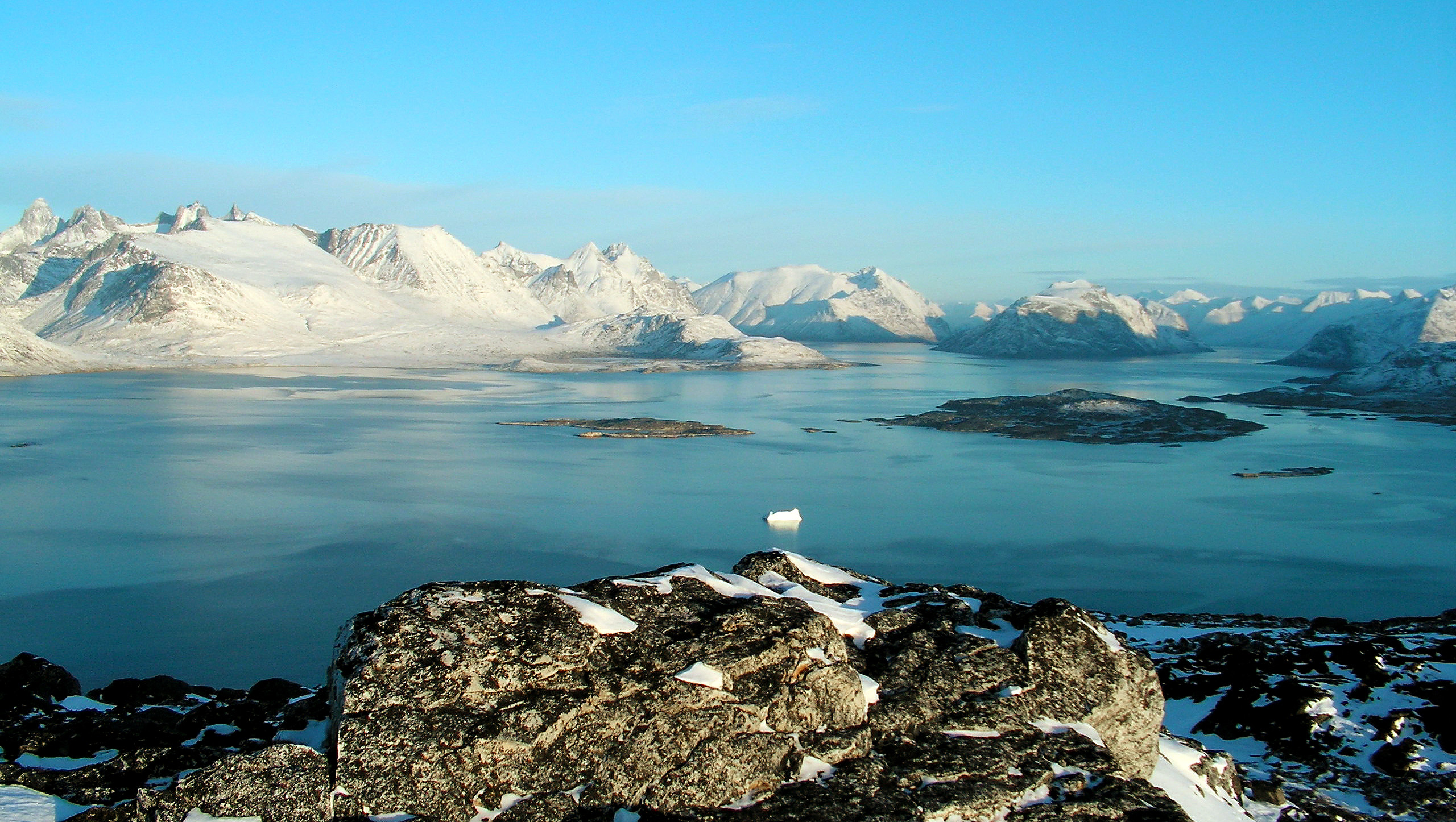
Paisaje de Groenlandia meridional, cerca de Nanortalik, donde los fiordos y las montañas dominan las vistas.

Entre 1989 y 1993, unos investigadores estadounidenses y europeos cavaron dentro de la cima de la lámina de hielo de Groenlandia, y obtuvieron un par de núcleos gigantes de hielo (3,9 km). El análisis de la composición química de las capas de estos núcleos ha provocado un novedoso y sorprendente registro acerca del cambio de clima en el hemisferio norte producido hace alrededor de 100 000 años, y ha podido demostrar que el clima y la temperatura del planeta, con frecuencia, han cambiado rápidamente desde un estado aparentemente estable a otro, con consecuencias mundiales.
La temperatura media de Nuuk varía desde los -9 °C hasta los 7 °C. Dado que actualmente y desde hace milenios la mayor parte de la superficie de Groenlandia, con su indlandis se encuentra en promedio a mucha mayor altura que las zonas costeras de esta gran isla polar suele entonces ocurrir que soplen vientos desde el interior de la isla que al llegar a las costas son relativamente cálidos debido al efecto Föhn por adiabasis, este fenómeno llamó mucho la atención a los climatólogos y exploradores hasta inicios del siglo XX, época en la cual aún se llegaba a conjeturar (erróneamente, por el motivo antedicho y por leyendas) que el centro de Groenlandia poseía un clima templado o mucho más cálido que el de sus regiones costeras.
El 14 de agosto de 2021, se dio a conocer que llovió por primera vez en la historia, en la cumbre de la capa de hielo de Groenlandia. Un fenómeno que se produjo gracias a que las temperaturas estuvieron por encima del punto de congelación.

### Biodiversidad

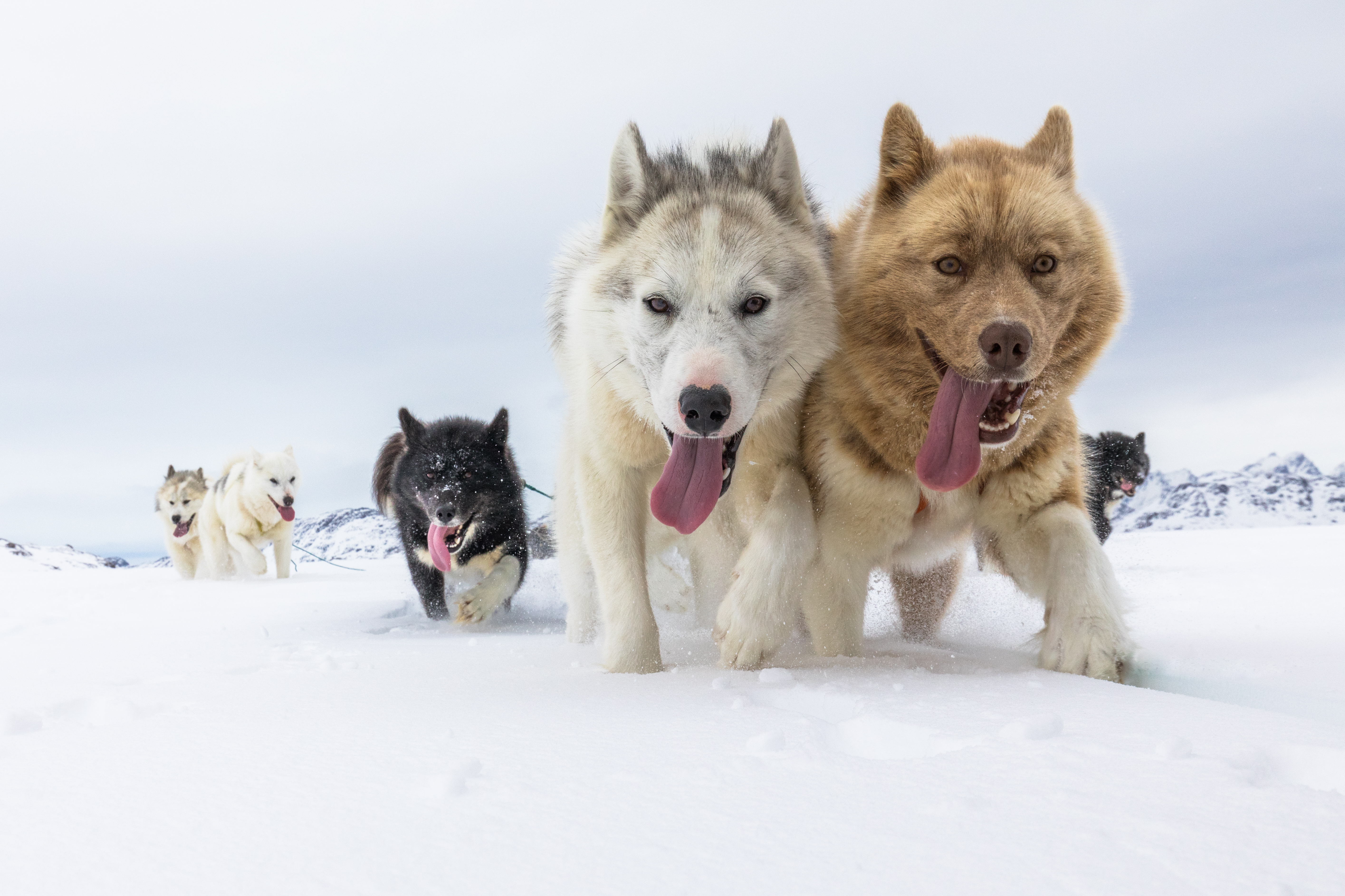
Perros de Groenlandia

Groenlandia alberga dos ecorregiones: La tundra ártica alta Kalaallit Nunaat y la tundra ártica baja Kalaallit Nunaat. En Groenlandia se conocen unas 700 especies de insectos, una cifra baja en comparación con otros países (se han descrito más de un millón de especies en todo el mundo). El mar es rico en peces e invertebrados, sobre todo en la corriente occidental de Groenlandia, más suave; gran parte de la fauna groenlandesa está asociada a las cadenas alimentarias marinas, incluidas las grandes colonias de aves marinas. Los pocos mamíferos terrestres autóctonos de Groenlandia son el oso polar, el reno (introducido por los europeos), el zorro ártico, la liebre ártica, el buey almizclero, el lemming de collar, el armiño y el lobo ártico. Los cuatro últimos solo se encuentran de forma natural en el este de Groenlandia, tras haber inmigrado desde la isla de Ellesmere. Hay decenas de especies de focas y ballenas en la costa. La fauna terrestre está formada principalmente por animales que se han propagado desde América del Norte o, en el caso de muchas aves e insectos, desde Europa. No hay reptiles ni anfibios autóctonos o de vida libre en la isla.
Desde el punto de vista fitogeográfico, Groenlandia pertenece a la provincia ártica de la Región Circumboreal dentro del Reino Boreal. La vegetación de la isla es escasa; la vida vegetal consiste principalmente en pastizales y pequeños arbustos, que son pastoreados regularmente por el ganado. El árbol autóctono más común de Groenlandia es el abedul blanco europeo (Betula pubescens) junto con el sauce de hoja gris (Salix glauca), el serbal (Sorbus aucuparia), el enebro común (Juniperus communis) y otros árboles más pequeños, principalmente sauces.

La flora de Groenlandia consta de unas 500 especies de plantas "superiores", es decir, plantas con flor, helechos, colas de caballo y licopodiofitas. De los demás grupos, los líquenes son los más diversos, con unas 950 especies; hay entre 600 y 700 especies de hongos; también hay musgos y briofitas. La mayor parte de las plantas superiores de Groenlandia tienen una distribución circumpolar o circumboreal; solo una docena de especies de saxífraga y de pata de gallo son endémicas. Algunas especies de plantas fueron introducidas por los nórdicos, como la veza de las vacas.

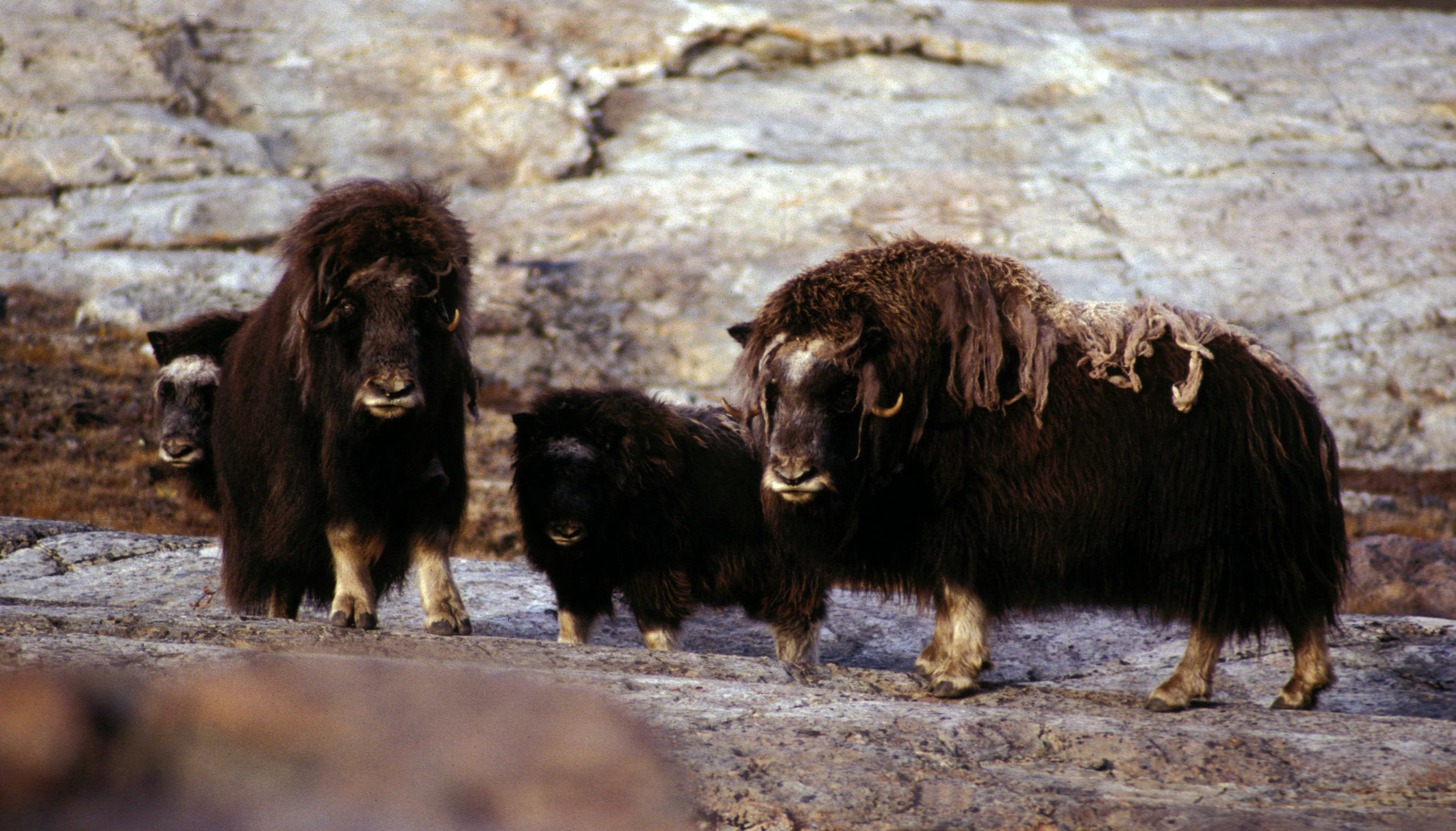
Buey almizclero (Ovibos moschatus) de Groenlandia

Entre los vertebrados terrestres de Groenlandia se encuentra el perro de Groenlandia, introducido por los inuit, así como especies introducidas por los europeos, como las ovejas, cabras, vacas, renos, caballos, gallinas y perros pastores groenlandeses, todos ellos descendientes de animales importados por los europeos. Entre los mamíferos marinos se encuentran la foca de casco (Cystophora cristata) y la foca gris (Halichoerus grypus). Las ballenas pasan con frecuencia muy cerca de las costas de Groenlandia a finales del verano y principios del otoño. Entre las especies de ballenas se encuentran la beluga, la ballena azul, la ballena de Groenlandia, el rorcual común, la ballena minke, el narval, el calderón y el cachalote.
En 2009 se conocían 269 especies de peces de más de 80 familias diferentes en las aguas que rodean Groenlandia. Casi todas son especies marinas y solo unas pocas de agua dulce, sobre todo el salmón del Atlántico y el salvelino. La industria pesquera es la principal industria de la economía de Groenlandia, y representa la mayor parte de las exportaciones totales del país.
Las aves, sobre todo las marinas, son una parte importante de la vida animal de Groenlandia; las poblaciones reproductoras de alcas, frailecillos, skuas y gaviotas tridáctilas se encuentran en las escarpadas laderas de las montañas. Los patos y gansos de Groenlandia son el eider común, el pato de cola larga, el eider real, el ganso de frente blanca, el ganso de patas rosas y el ganso de los percebes. Entre las aves migratorias que se reproducen se encuentran el escribano de las nieves, el escribano de Laponia, el chorlito anillado, el colimbo de garganta roja y el falaropo de cuello rojo. Entre las aves terrestres no migratorias se encuentran la collalba roja ártica, la perdiz nórdica, el búho de orejas cortas, el búho nival, el halcón gerifalte y el águila de cola blanca.

### Geología
La isla formaba parte del antiquísimo continente precámbrico de Laurentia, cuyo núcleo oriental forma el Escudo de Groenlandia, mientras que en las franjas costeras menos expuestas se transforma en una meseta. En estas franjas costeras libres de hielo aparecen sedimentos formados en el Precámbrico, sobreimpresos por la metamorfosis y ahora formados por los glaciares, que continúan en el Cenozoico y el Mesozoico en algunas partes de la isla.

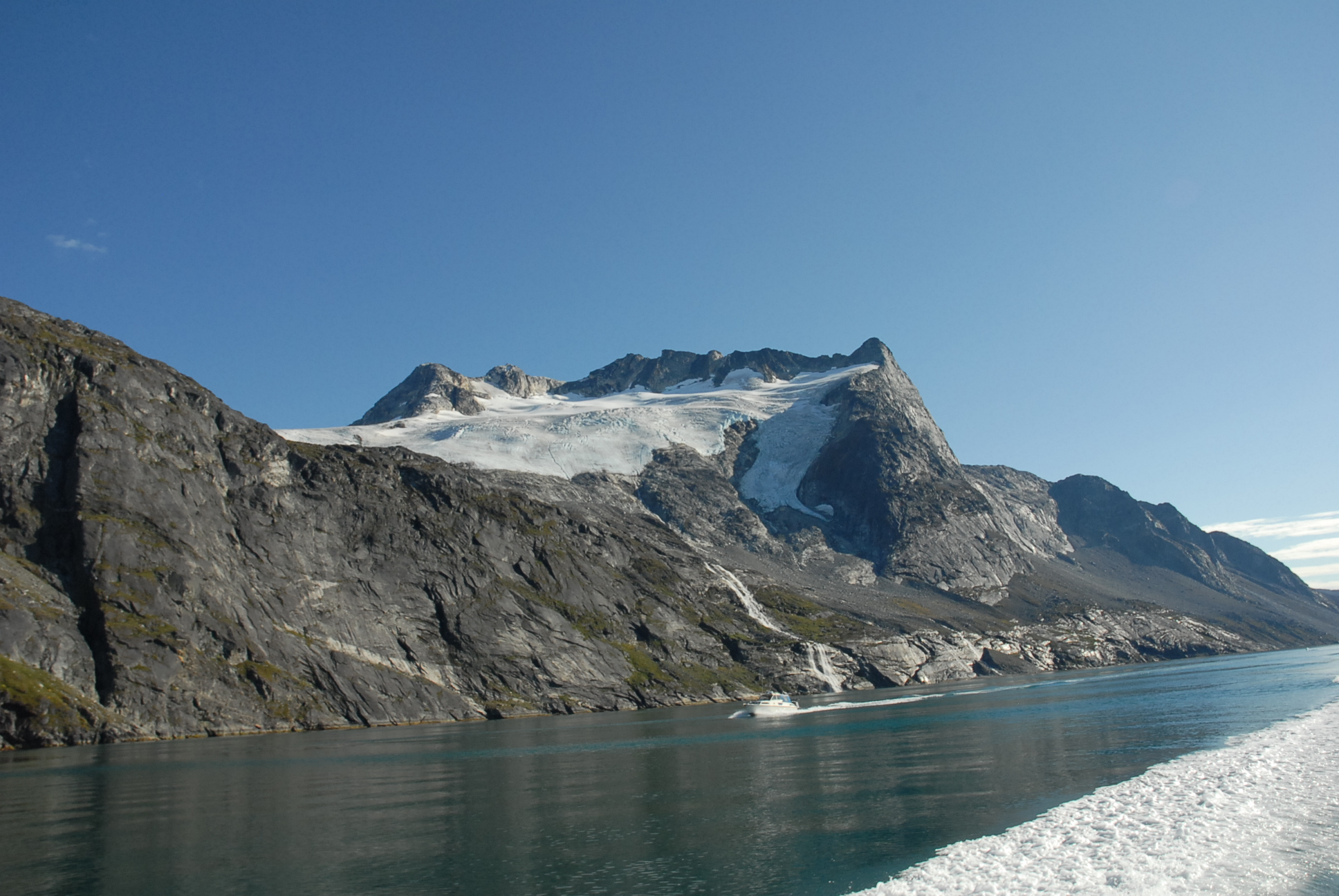
Fiordo de Nuuk.

En el este y el oeste de Groenlandia hay restos de basaltos de inundación. En la costa suroeste, en Qeqertarsuatsiaat, se encuentran provincias rocosas notables (rocas ígneas metamórficas, ultramafitas y anortositas). Al este de Nuuk, la región de mineral de hierro en banda de Isukasia, de más de tres mil millones de años, contiene las rocas más antiguas del mundo, como la greenlandita (una roca compuesta predominantemente por hornblenda e hiperteno), formada hace 3800 millones de años, y la nuummita. Además de la región de mineral de hierro de Isukasia, Groenlandia cuenta con otros dos importantes yacimientos de mineral de hierro en cinta en la costa occidental, en Qaanaaq, y en la depresión del valle de Itilliarsuk, al este de Qeqertaq.
En el sur de Groenlandia, el complejo alcalino de Illimaussaq está formado por pegmatitas como la nefelina, las sienitas (sobre todo la kakortokita o la naujaita) y la sodalita (sodalita-foya). En Ivittuut, donde antiguamente se explotaba la criolita, hay pegmatitas con fluoruro. Al norte de Igaliku, se encuentran las intrusiones pegmatíticas alcalinas de Gardar, de sienita de augita, gabro, etc.
Al oeste y al suroeste hay complejos de carbonatitas paleozoicas en Kangerlussuaq (complejo Gardiner) y Safartoq, y rocas ígneas básicas y ultrabásicas en Uiffaq, en la isla de Disko, donde hay masas de hierro nativo pesado de hasta 25 toneladas en los basaltos.

## Economía

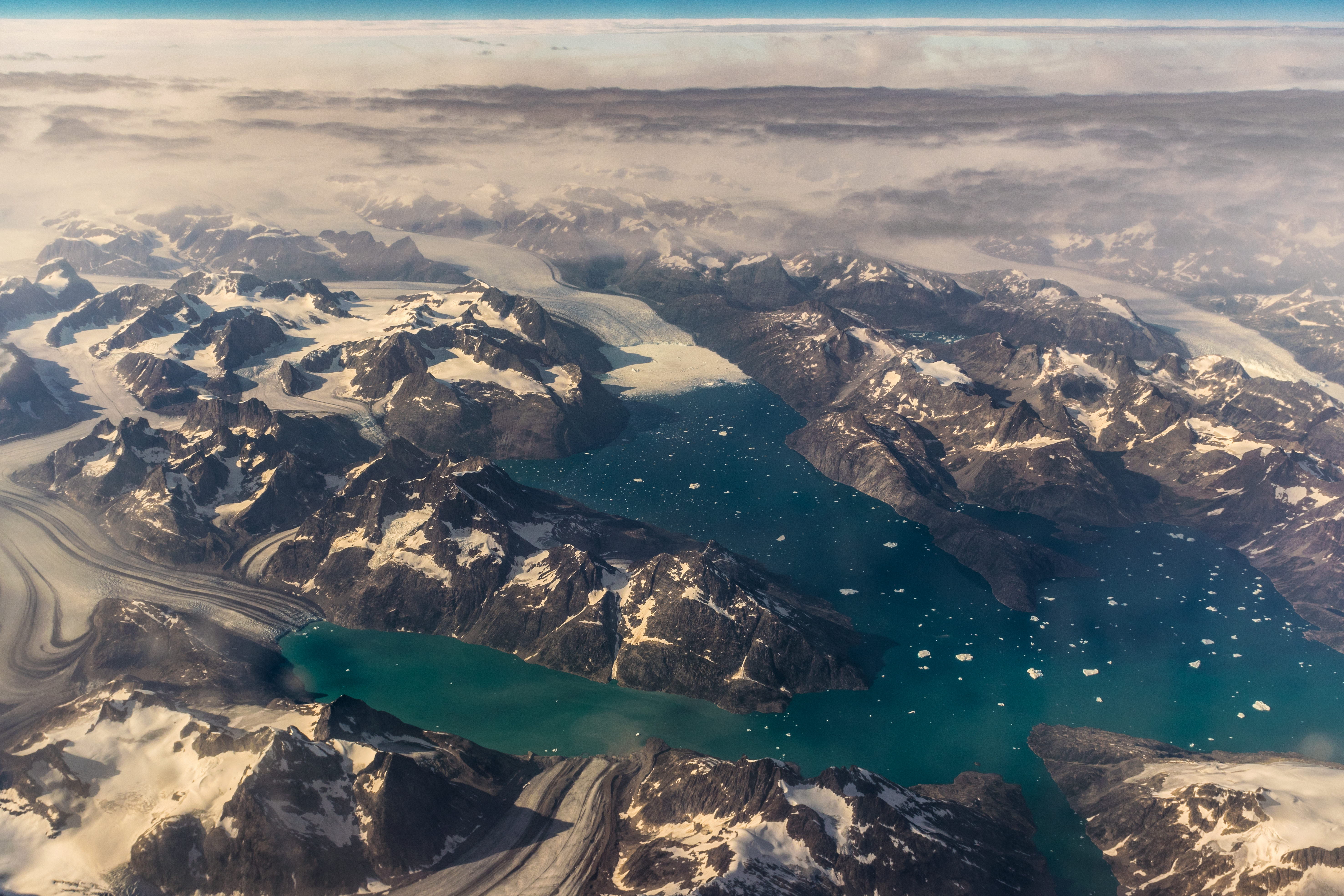
Costa sureste de Groenlandia.

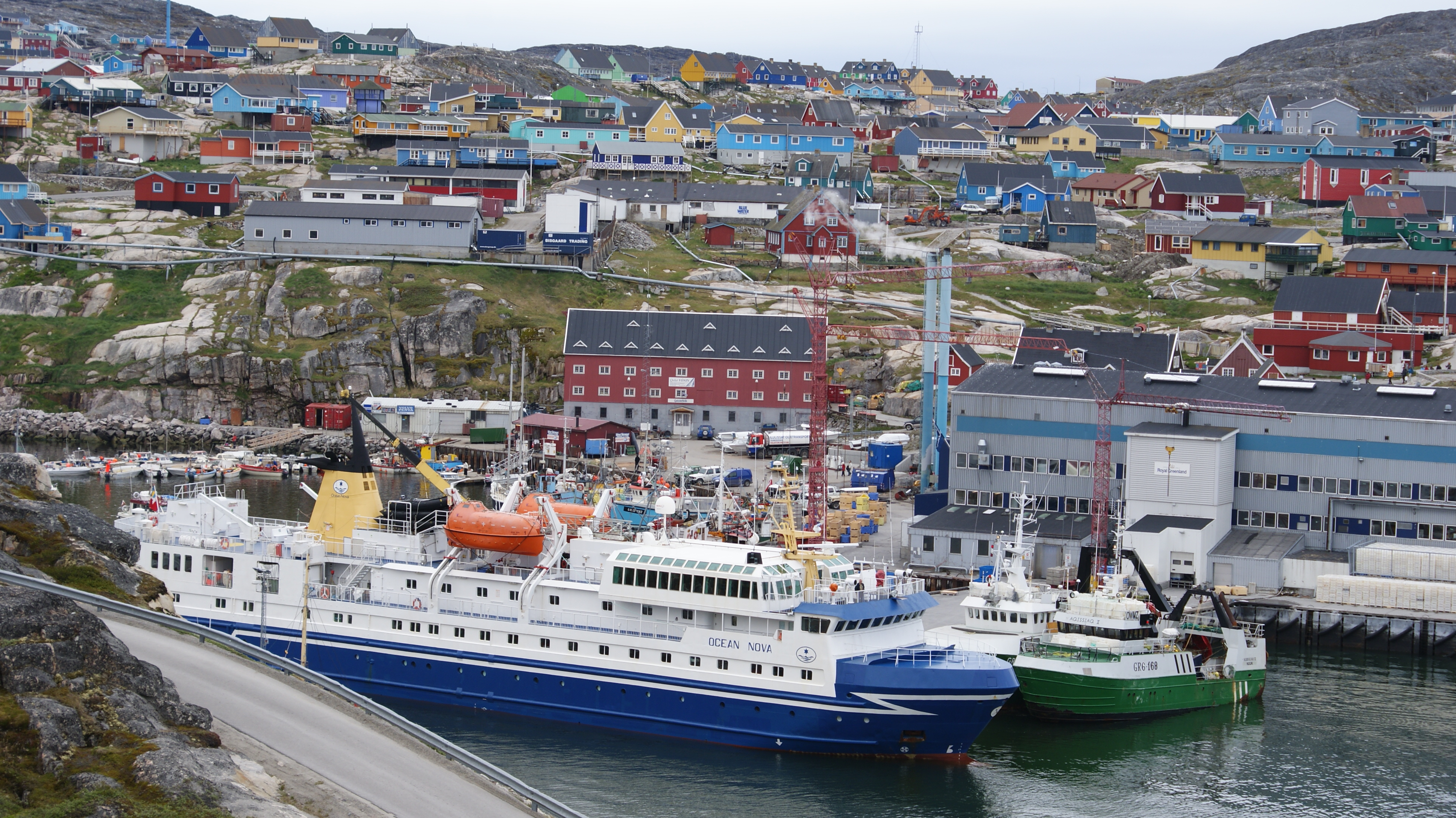
Un crucero en el puerto de Ilulissat.

Groenlandia sufrió una contracción económica, pero desde 1993 la economía ha mejorado constantemente. El gobierno ha seguido una firme política fiscal desde finales de la década de 1980, lo cual ha ayudado a crear excedentes en el presupuesto público, además de una baja inflación.[cita requerida]
Desde 1990, la región autónoma ha registrado un déficit en el intercambio económico con el exterior, seguido del cierre de la última y principal mina de zinc en 1990.
La economía depende de la pesca y de la exportación de pescado. La exportación de camarón es la mayor fuente de entrada de divisas, junto con la emisión y venta de sellos postales.
La explotación de yacimientos de rubí comenzó en el 2007. Los planes para otros proyectos mineros son prometedores en la medida en que los precios internacionales de los minerales aumentan. Existen planes para extraer hierro, uranio, aluminio, níquel, platino, tungsteno, titanio y cobre.
Recientemente, se han identificado reservas de petróleo en las aguas costeras, comparables a la mitad de las reservas del mar del Norte.
El parque nacional más extenso del mundo se encuentra en Groenlandia: El parque nacional del noreste de Groenlandia.

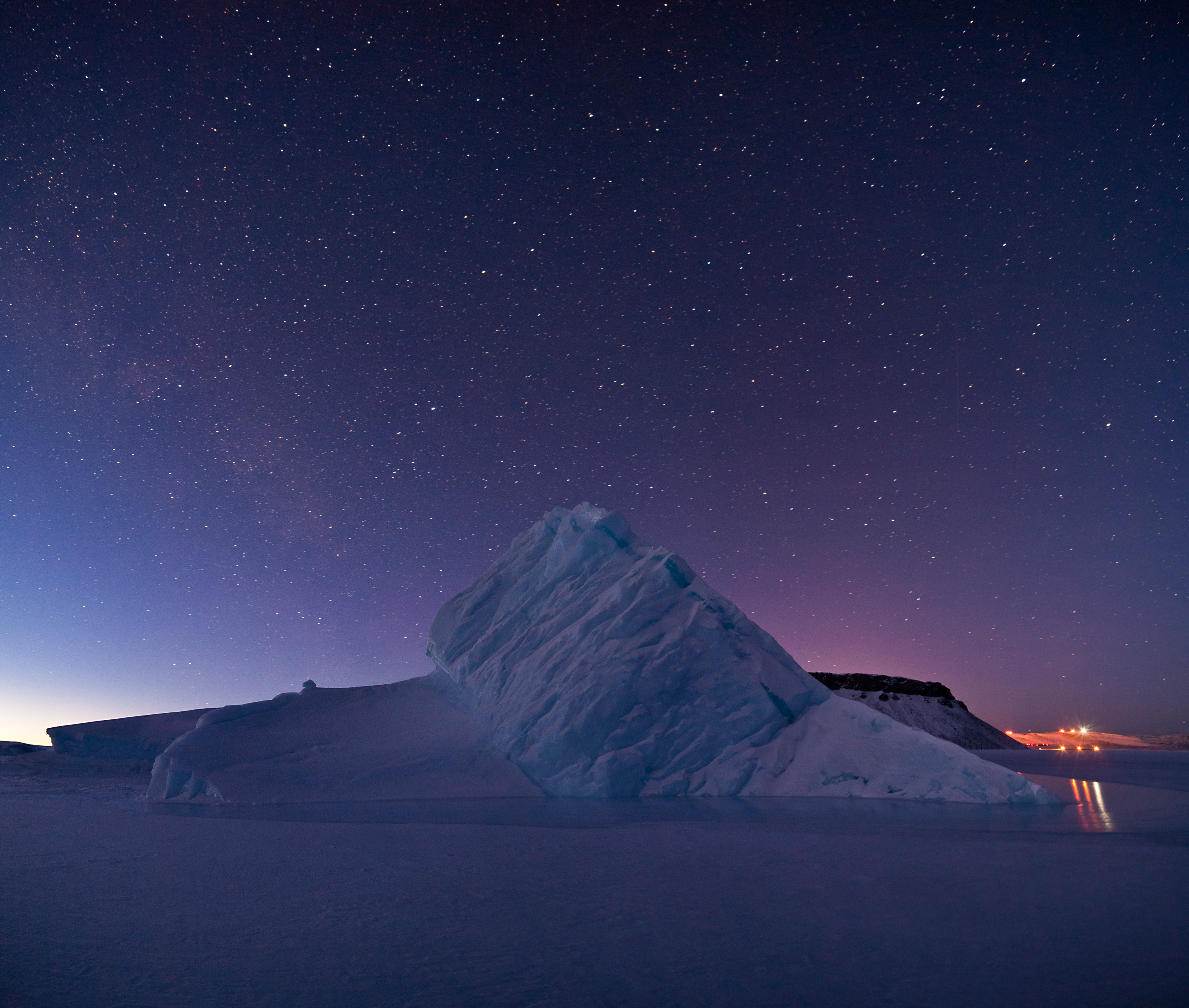
Iceberg en la bahía de la Estrella del Norte

### Turismo
El turismo aumentó significativamente entre 2010 y 2019, y el número de visitantes pasó de 460 000 al año a 2 millones. Condé Nast Traveler describe ese alto nivel como «sobreturismo». Una fuente estimó que en 2019 los ingresos de este aspecto de la economía fueron de unos 450 millones de coronas (67 millones de dólares).
Al igual que muchos aspectos de la economía, esto se desaceleró drásticamente en 2020 y en 2021, debido a las restricciones requeridas como resultado de la pandemia de COVID-19; una fuente lo describe como la «mayor víctima económica del coronavirus» (la economía en general no sufrió demasiado a mediados de 2020, gracias a la pesca «y a una fuerte subvención de Copenhague»). Los visitantes comenzarán a llegar de nuevo a finales de 2020 o principios de 2021. El objetivo de Groenlandia es desarrollarlo «correctamente» y «construir un turismo más sostenible a largo plazo».

## Demografía

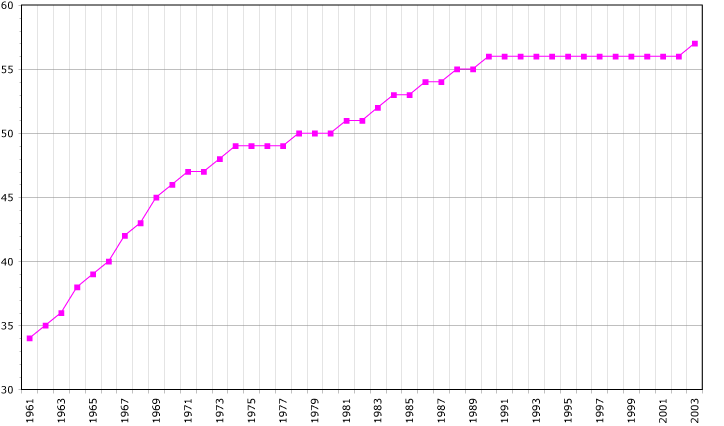
Evolución del tamaño de la población entre 1961 y 2003 según la Organización de las Naciones Unidas para la Alimentación y la Agricultura (en miles de habitantes).

Groenlandia tiene una población pequeña de casi 61 100 habitantes, de los cuales un 87 % es del grupo groenlandés, una mezcla de inuit y de europeos. La mayoría de la población son cristianos luteranos, por la influencia danesa.
La población se concentra en la costa, especialmente al suroeste, donde se asienta la capital, Nuuk. El interior de la isla está deshabitado. De acuerdo a estimaciones del 2012, cinco localidades superan los 3000 residentes. Estas son: Nuuk (16 900 habitantes), Sisimiut (6500), Ilulissat (5200), Aasiaat (3900) y Qaqortoq (3900).
Las diez ciudades más pobladas de Groenlandia son las siguientes:
| \| Ciudad \| Ciudad \| Población \| Población \| Población \| Población \| Población \| \| Ciudad \| Ciudad \| 1995 \| 2000 \| 2005 \| 2010 \| 2012 \| \| ------ \| ---------- \| --------- \| --------- \| --------- \| --------- \| --------- \| \| 1 \| Nuuk \| 12 723 \| 13 441 \| 14 501 \| 15 469 \| 16 225 \| \| 2 \| Sisimiut \| 4979 \| 5126 \| 5350 \| 5460 \| 5532 \| \| 3 \| Ilulissat \| 4052 \| 4199 \| 4533 \| 4546 \| 4658 \| \| 4 \| Aasiaat \| 3154 \| 3229 \| 3100 \| 3005 \| 3220 \| \| 5 \| Qaqortoq \| 3223 \| 3122 \| 3152 \| 3306 \| 3161 \| \| 6 \| Maniitsoq \| 3024 \| 2929 \| 2859 \| 2784 \| 2708 \| \| 7 \| Tasiilaq \| 1644 \| 1703 \| 1848 \| 1930 \| 2051 \| \| 8 \| Narsaq \| 1792 \| 1717 \| 1772 \| 1613 \| 1591 \| \| 9 \| Paamiut \| 2056 \| 1887 \| 1817 \| 1619 \| 1558 \| \| 10 \| Nanortalik \| 1564 \| 1538 \| 1509 \| 1448 \| 1438 \| |            |           |           |           |           |           |

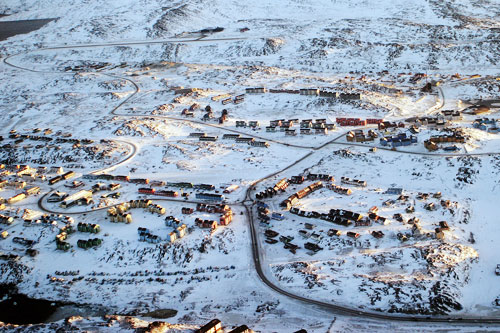
Capital de Groenlandia, Nuuk.

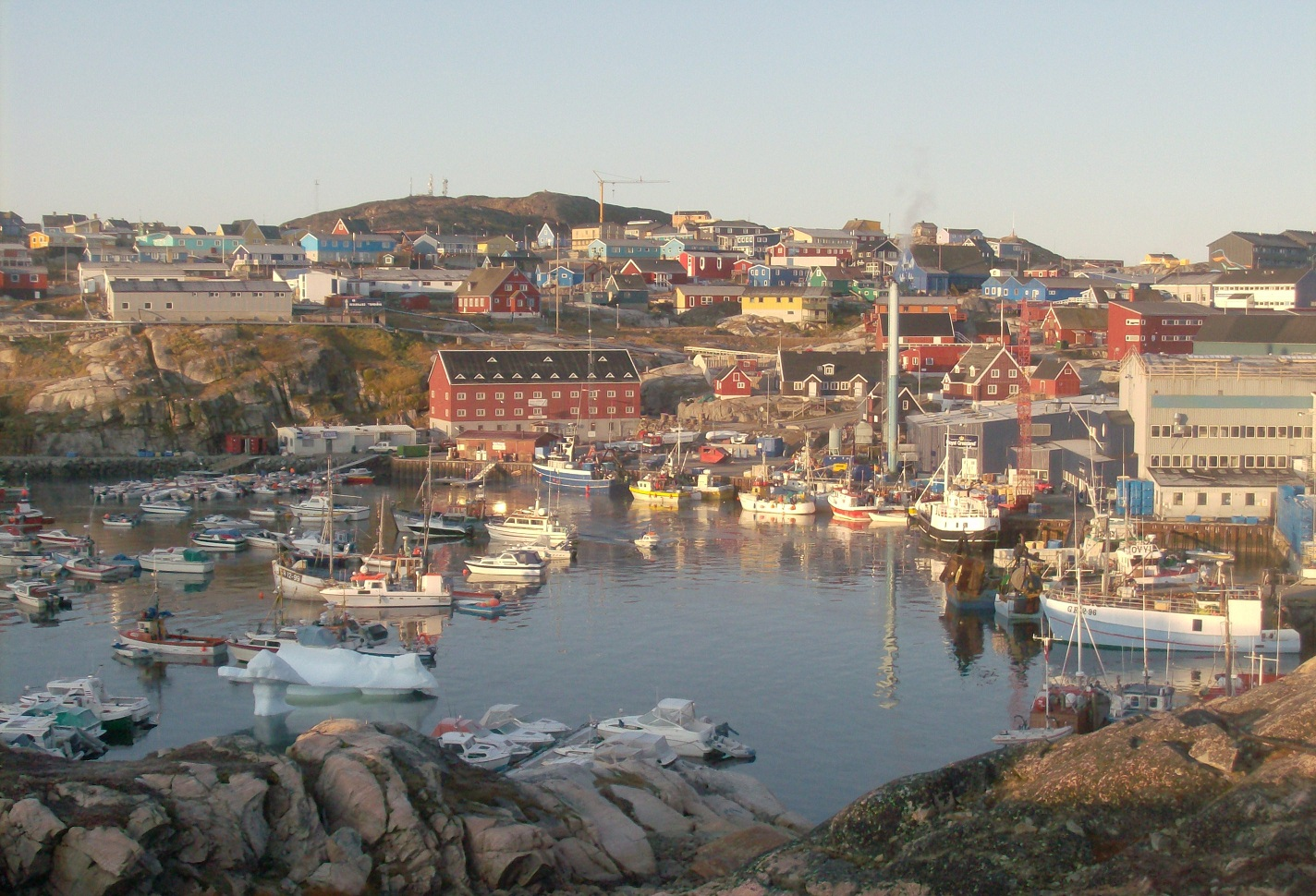
Ilulissat.

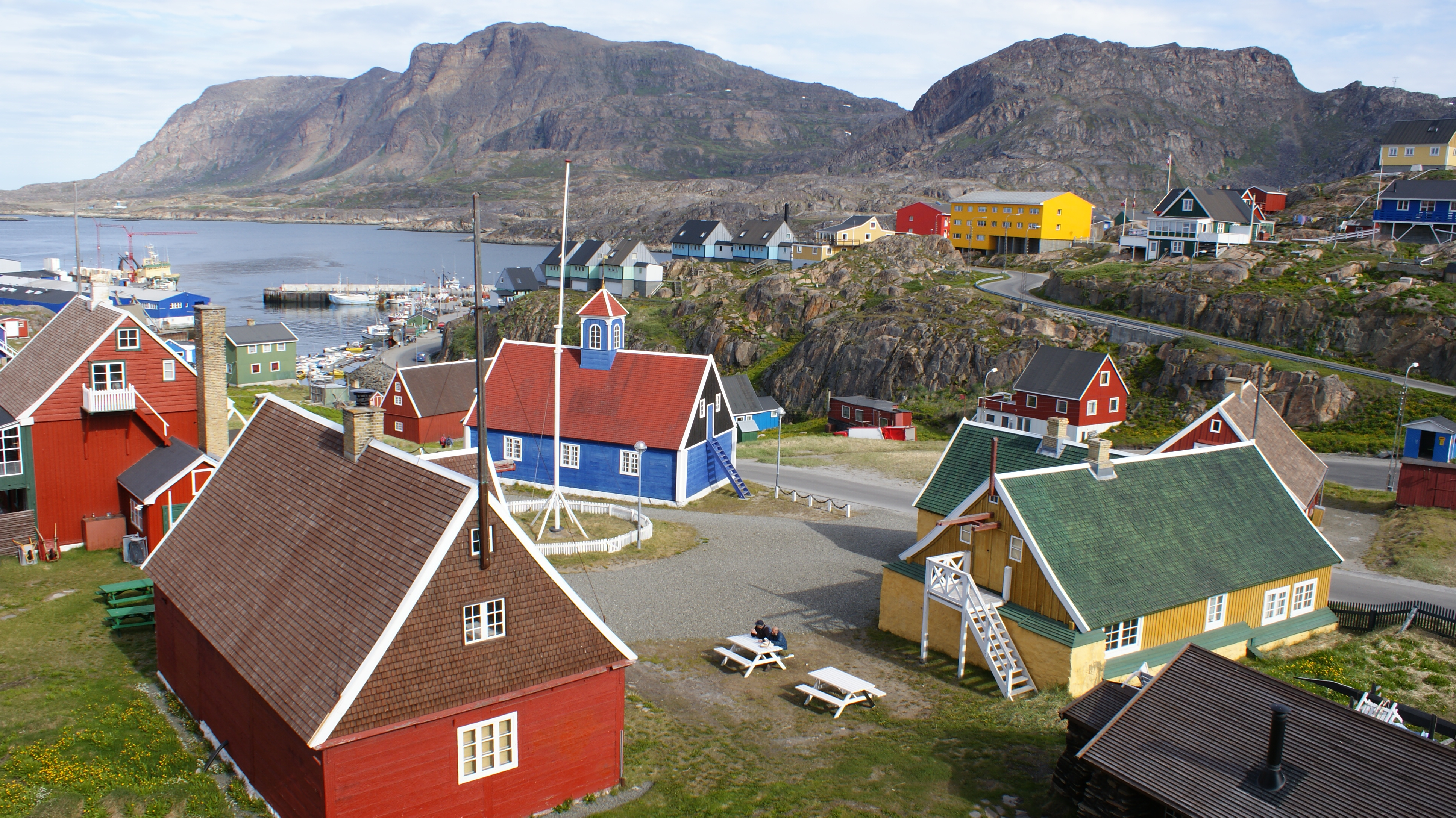
Sisimiut.

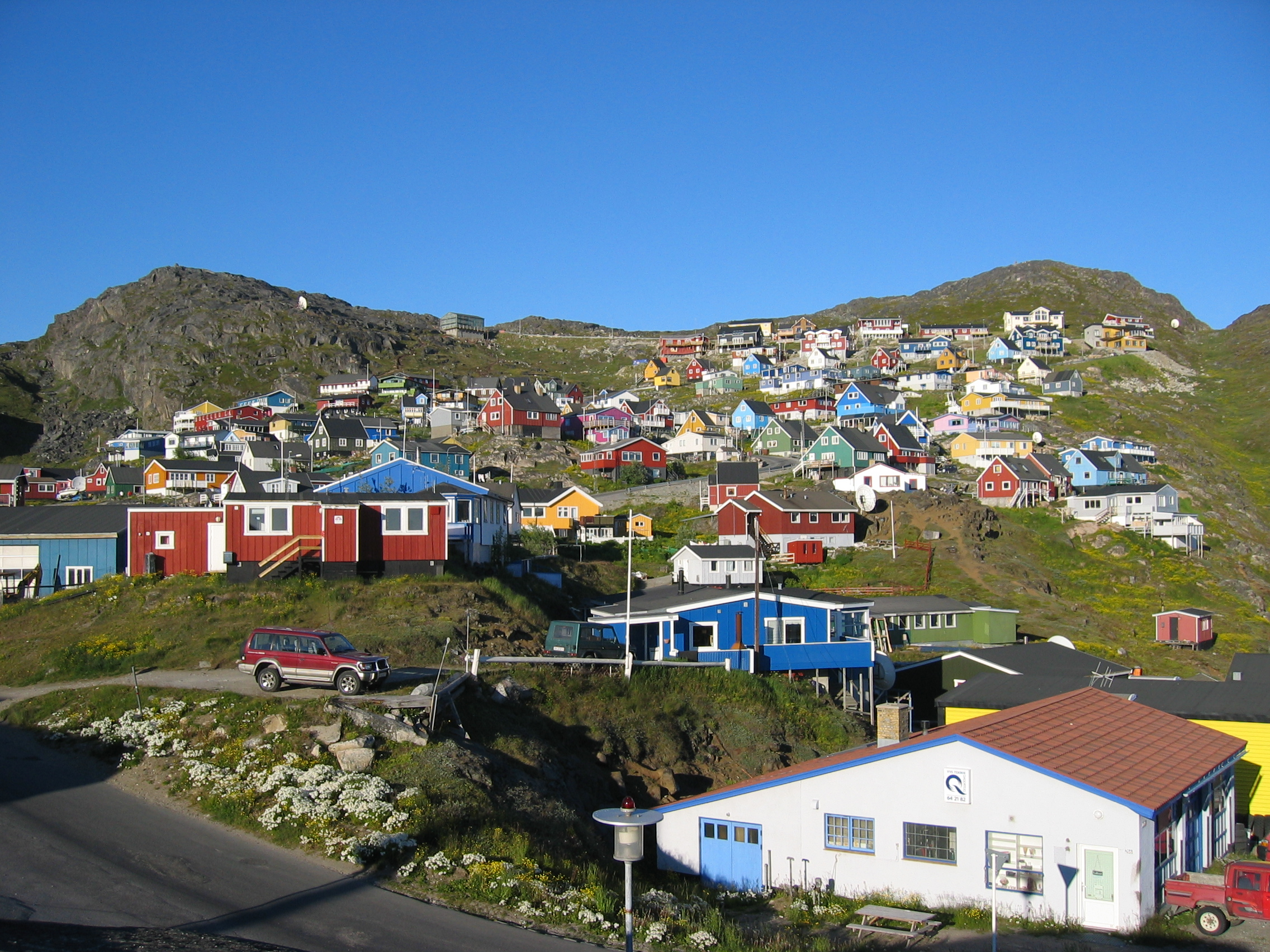
Qaqortoq.

| Nota: Parte de la información incluye estimaciones. Fuente: Grønlands Statistik (de 1995 a 2010) y World Gazetteer (2012). |            |           |           |           |           |           |
| Ciudad | Ciudad     | Población | Población | Población | Población | Población |
| Ciudad | Ciudad     | 1995      | 2000      | 2005      | 2010      | 2012      |
| 1 | Nuuk       | 12 723    | 13 441    | 14 501    | 15 469    | 16 225    |
| 2 | Sisimiut   | 4979      | 5126      | 5350      | 5460      | 5532      |
| 3 | Ilulissat  | 4052      | 4199      | 4533      | 4546      | 4658      |
| 4 | Aasiaat    | 3154      | 3229      | 3100      | 3005      | 3220      |
| 5 | Qaqortoq   | 3223      | 3122      | 3152      | 3306      | 3161      |
| 6 | Maniitsoq  | 3024      | 2929      | 2859      | 2784      | 2708      |
| 7 | Tasiilaq   | 1644      | 1703      | 1848      | 1930      | 2051      |
| 8 | Narsaq     | 1792      | 1717      | 1772      | 1613      | 1591      |
| 9 | Paamiut    | 2056      | 1887      | 1817      | 1619      | 1558      |
| 10 | Nanortalik | 1564      | 1538      | 1509      | 1448      | 1438      |

Los inuit solían vivir de forma seminómada, por lo que siempre se establecian en el lugar donde podían encontrar comida y luego se trasladaban al siguiente lugar de residencia. A través de la colonización, se establecieron estaciones comerciales y misioneras con infraestructura en algunos lugares. Al principio, se crearon colonias responsables de una zona concreta (los distritos de colonias) y, a partir de aproximadamente 1800, se crearon también Udsteder, que estaban subordinados a una colonia y servían de centro local dentro del distrito. Numerosas viviendas no recibieron nunca ninguna infraestructura y fueron asentadas y abandonadas regularmente. A principios del siglo XX, la movilidad disminuyó y los lugares de residencia se asentaron de forma más permanente. A mediados del siglo XX, casi todos los lugares residenciales fueron abandonados y la población se trasladó a los antiguos Udsteder y colonias, que se convirtieron en pueblos y ciudades. Solo un puñado de viviendas sobrevivieron a esta fase y fueron clasificadas también como aldeas.
En la actualidad, Groenlandia cuenta con 17 ciudades, 55 pueblos, unos 30 asentamientos de pastores del sur de la isla principal y algunas estaciones habitadas de diversa índole. Las ciudades sirven de centros locales para los pueblos de los alrededores. La mayoría de las ciudades están situadas en la costa oeste de la isla. También hay siete ciudades en la costa este.
Mientras tanto, un tercio de la población de Groenlandia vive en la capital, Nuuk. Seis ciudades tienen al menos 2000 habitantes, otras siete entre 1000 y 2000 habitantes. Cuatro ciudades tienen menos de 1000 habitantes. La ciudad más pequeña es Ittoqqortoormiit, con unos 360 habitantes. Con unos 450 habitantes cada uno, los dos pueblos de Kangerlussuaq y Kullorsuaq son más grandes que Ittoqqortoormiit. Los demás pueblos tienen un máximo de 300 habitantes, y el más pequeño solo unos 20.

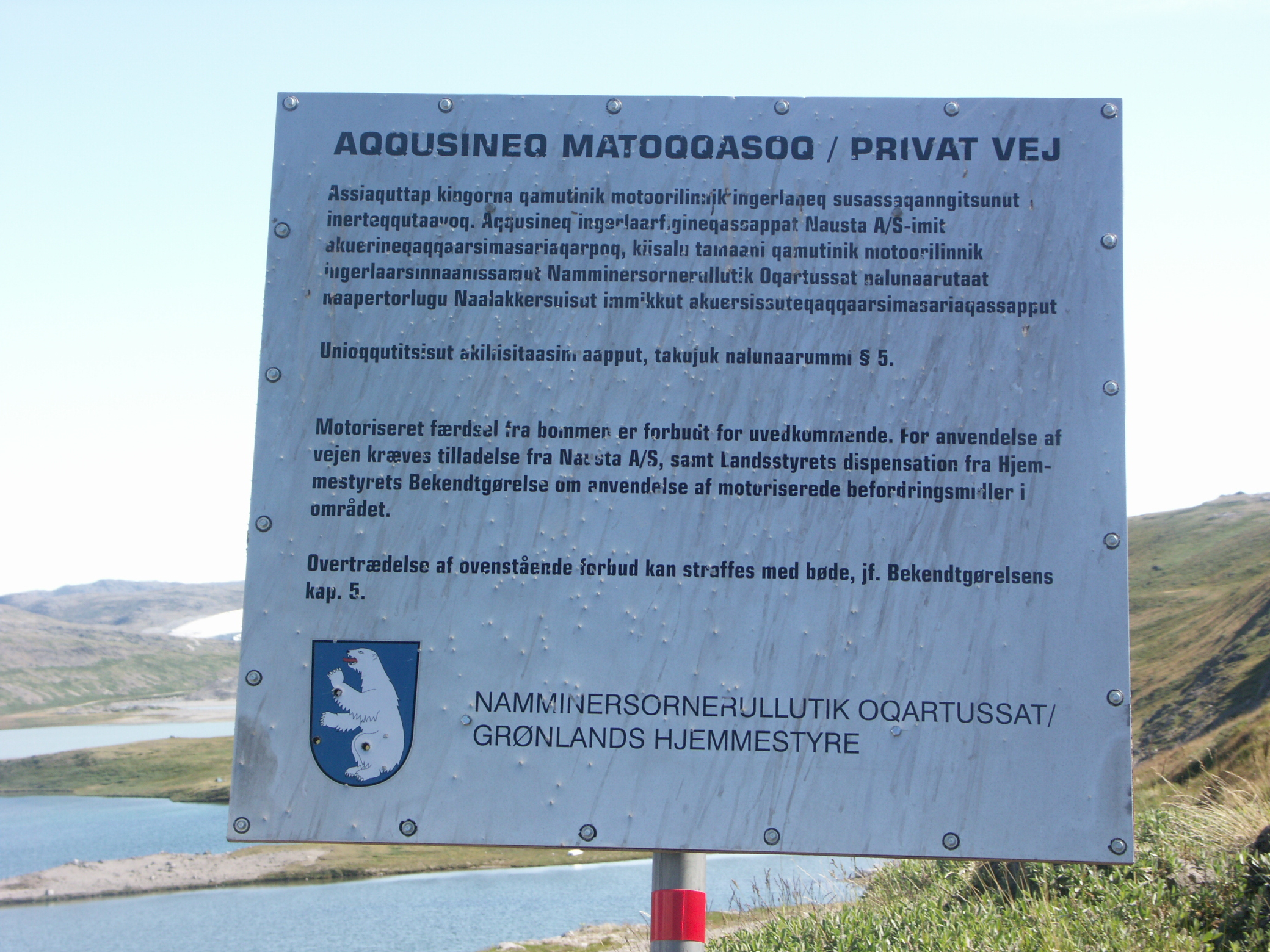
Cartel bilingüe escrito en groenlandés y danés

### Idiomas
El groenlandés es el idioma de la mayoría de los habitantes, hablado por unas 50 000 personas; el danés es hablado por una minoría de origen europeo y es usado en asuntos administrativos. Ambos son los idiomas principales hablados por la población. Desde el 21 de junio del 2009 solo el groenlandés tiene carácter de lengua oficial, como consecuencia de la entrada en vigencia de un nuevo estatuto o ley fundamental aprobada a finales del 2008 en referéndum.
Alrededor del 12 % de la población habla danés como lengua materna o como única lengua. La mayoría de estas personas ocupan trabajos administrativos, profesionales, académicos, o comerciantes especializados. Aunque el groenlandés es la lengua dominante en los asentamientos más pequeños, una parte de la población de ascendencia inuit o mixta, sobre todo en las ciudades, habla danés como lengua materna. La mayor parte de la población inuit habla danés como segunda lengua. En las grandes ciudades, especialmente en Nuuk y en los estratos sociales más altos, hay un gran grupo de estos últimos. Aunque existe una estrategia que tiene como objetivo promover el groenlandés en la vida pública, la educación y el desarrollo de su vocabulario, este enfoque tiene la etiqueta de «groenlandinización» por los opositores que no quieren aspirar a que el groenlandés se convierta en la única lengua nacional.

### Religión

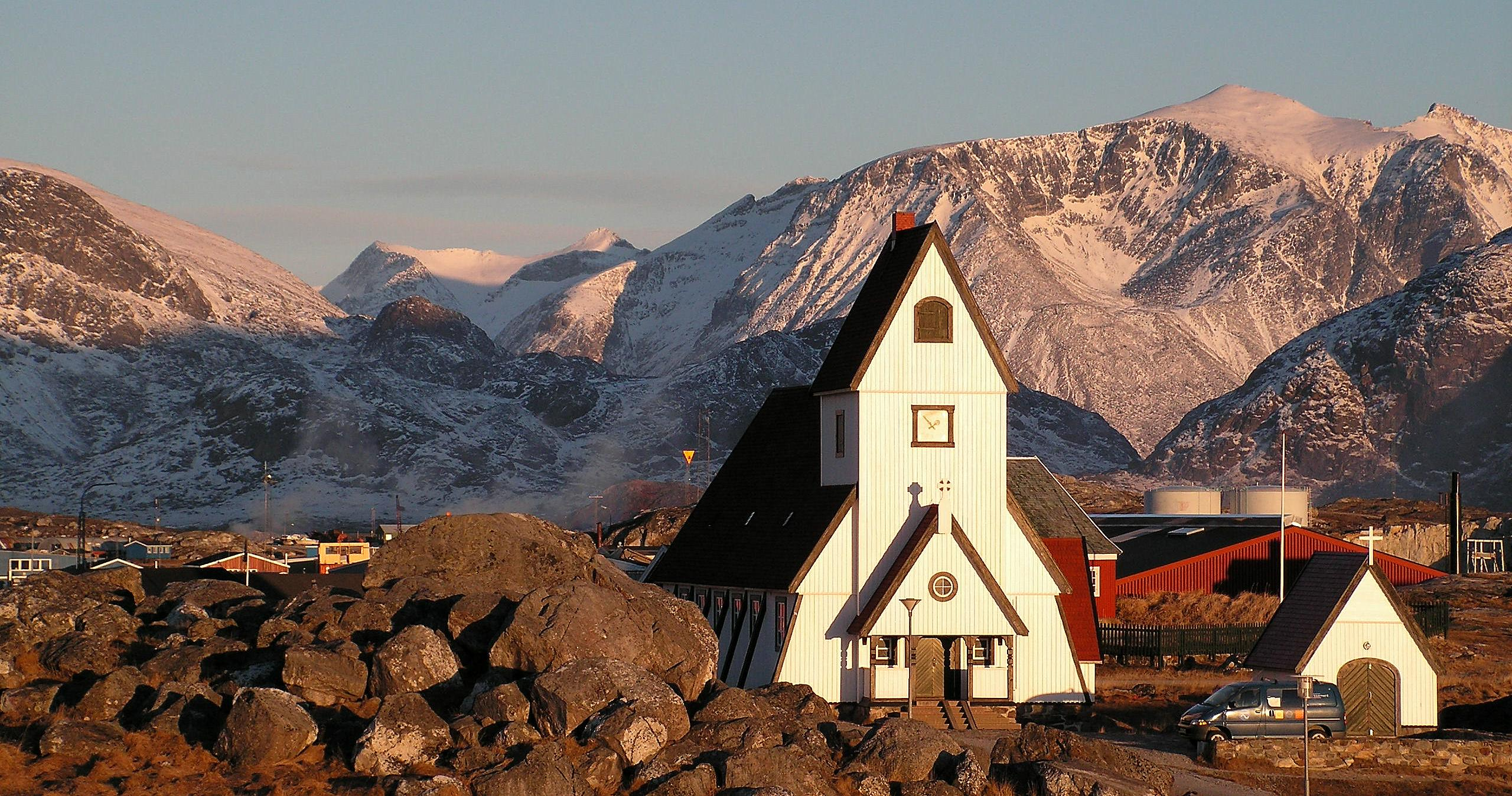
La mayoría de los poblados groenlandeses, como Nanortalik, tienen sus propias iglesias.

El pueblo inuit nómada era tradicionalmente chamánico, con una mitología bien desarrollada que trataba principalmente de apaciguar a una diosa del mar vengativa y sin dedos que controlaba el éxito de la caza de focas y de ballenas.
Los primeros colonos nórdicos adoraron a los dioses nórdicos, pero el hijo de Erik el Rojo, Leif, se convirtió al cristianismo por el rey Olaf Tryggvason en un viaje a Noruega en 999 y envió misioneros a Groenlandia. Estos establecieron rápidamente dieciséis parroquias, algunos monasterios y un obispado en Garðar. Estas primeras comunidades estuvieron vinculadas a la Iglesia Católica.
Redescubrir a estos colonos y difundir ideas de la Reforma protestante (en su forma luterana) entre ellos fue una de las principales razones de la recolonización danesa en el siglo XVIII. Bajo el patrocinio del Royal Mission College en Copenhague, los luteranos noruegos y daneses y los misioneros de Moravia alemana buscaron los asentamientos nórdicos que faltaban, pero no se encontraron nórdicos, y en su lugar comenzaron a predicar a los inuit. Las figuras principales en la cristianización de Groenlandia fueron Hans y Poul Egede y Matthäus Stach. El Nuevo Testamento se tradujo poco a poco desde el primer asentamiento en la isla Kangeq, pero la primera traducción de la Biblia completa no se completó hasta 1900. Una traducción mejorada utilizando la ortografía moderna se completó en el 2000.

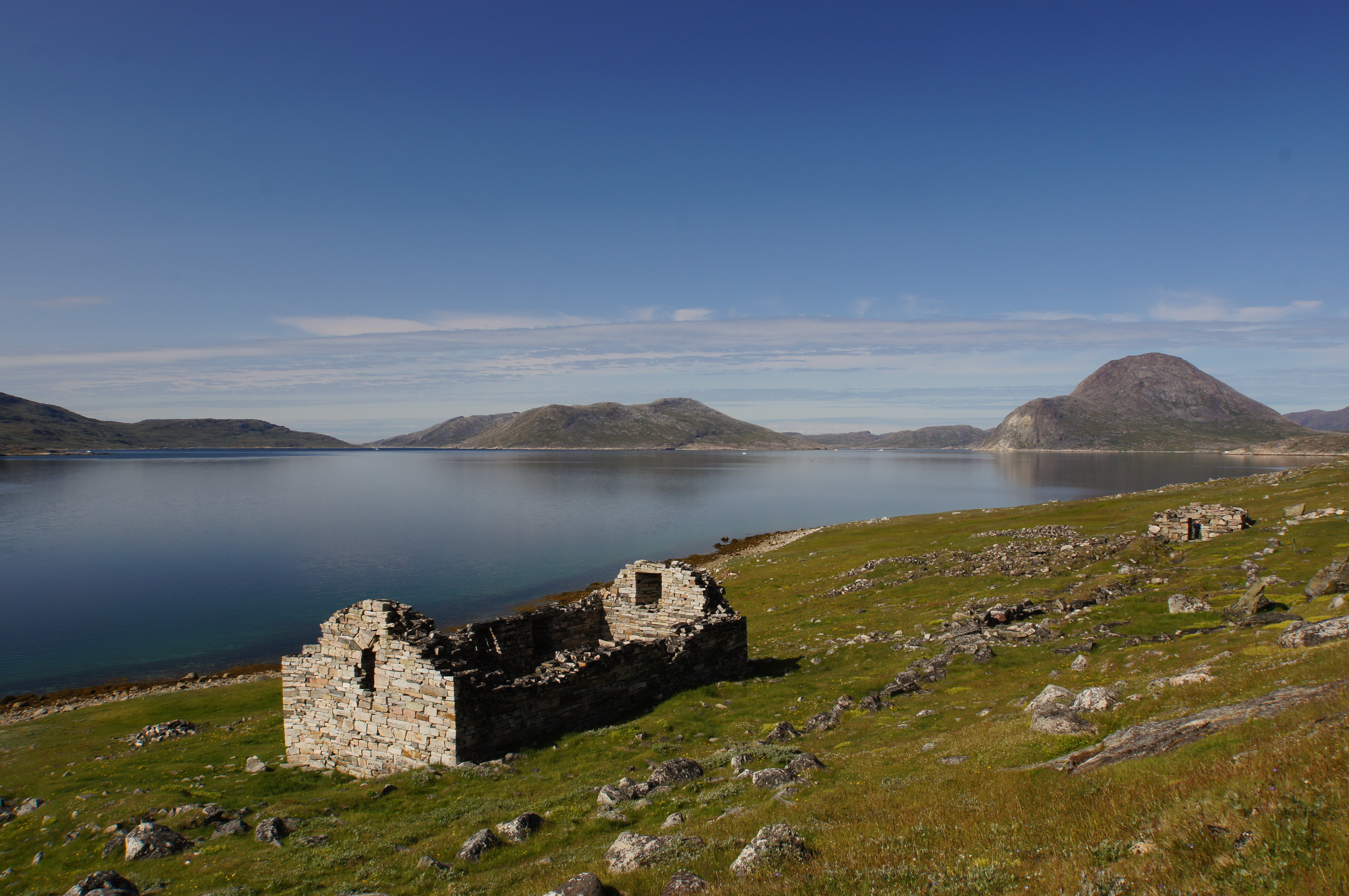
Ruinas de la Iglesia católica de Hvalsey que data del

Hoy, la religión principal es el cristianismo en su mayoría de grupos protestantes, de los cuales el más grande es la Iglesia de Dinamarca, que tiene una orientación luterana. Si bien no hay datos oficiales del censo sobre religión en Groenlandia, la Obispa de Groenlandia Sofie Petersen estima que el 85 % de la población groenlandesa es miembro de su congregación. La Iglesia de Dinamarca es la iglesia establecida a través de la Constitución de Dinamarca:

La Iglesia Evangélica Luterana será la Iglesia establecida de Dinamarca y, como tal, será apoyada por el Estado.
Sección IV de la Constitución de Dinamarca

Esto se aplica a todo el Reino de Dinamarca, a excepción de las Islas Feroe, ya que la Iglesia de las Islas Feroe se independizó en el 2007.
Existe una minoría que pertenece a la Iglesia católica que esta vinculada a la diócesis católica de Copenhague. Todavía hay misioneros cristianos en la isla, pero principalmente de movimientos carismáticos que hacen proselitismo a otros cristianos.

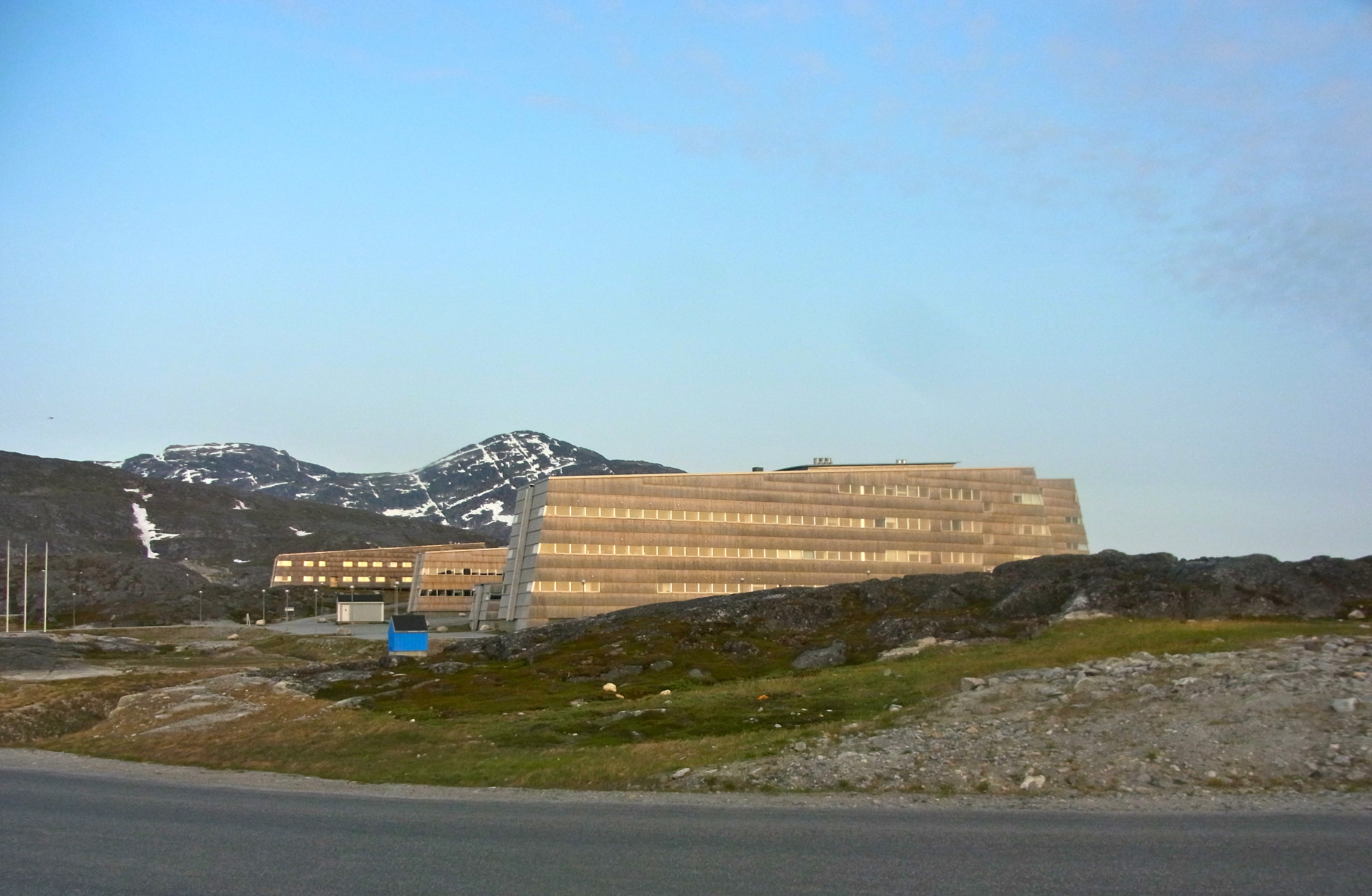
Universidad de Groenlandia

### Educación
El sistema educativo sigue el modelo del sistema danés. Las escuelas públicas en Groenlandia están, como en Dinamarca, bajo la jurisdicción de los municipios: son, por tanto, escuelas municipales. El poder legislativo especifica las normas permitidas para los contenidos en las escuelas, pero los gobiernos municipales deciden cómo se gestionan las escuelas bajo su responsabilidad. La educación es gratuita y obligatoria para los niños de entre siete y dieciséis años. El esfuerzo financiero dedicado a la educación es actualmente muy elevado (11,3 % del PIB). El artículo 1 de la Ordenanza Gubernamental sobre Escuelas Públicas (enmendada el 6 de junio de 1997) exige el groenlandés como lengua de enseñanza.
La educación se rige por el Reglamento n.º 10, de 25 de octubre de 1990, sobre la enseñanza primaria y el primer ciclo de secundaria. Este Reglamento fue modificado por el Reglamento n.º 8 de 13 de mayo de 1993 y el Reglamento n.º 1 de 1 de marzo de 1994. En virtud del Reglamento n.º 10 de 25 de octubre de 1990, la integración lingüística en los centros de enseñanza primaria y secundaria inferior pasó a ser obligatoria para todos los alumnos. El objetivo es colocar a los alumnos de habla groenlandesa y danesa en las mismas clases, mientras que antes se les colocaba en clases separadas según su lengua materna. Al mismo tiempo, el gobierno garantiza que los hablantes de danés podrán aprender groenlandés. De este modo, el gobierno groenlandés quiere dar la misma educación lingüística, cultural y social a todos los alumnos, tanto a los de origen groenlandés como a los daneses. Un estudio realizado durante un periodo de prueba de tres años concluyó que la política había logrado resultados positivos. Esta política de bilingüismo está en vigor desde 1994.
Se han creado unas 100 escuelas. En estas escuelas se enseña groenlandés y danés. Normalmente, el groenlandés se enseña desde el jardín de infancia hasta el final de la secundaria, pero el danés es obligatorio desde el primer ciclo de primaria como segunda lengua. Al igual que en Dinamarca con el danés, el sistema escolar prevé cursos de «groenlandés 1» y «groenlandés 2». Las pruebas de idiomas permiten a los estudiantes pasar de un nivel a otro. A partir de la evaluación de los profesores sobre sus alumnos, se ha añadido un tercer nivel de cursos: «groenlandés 3». En Groenlandia, la enseñanza secundaria es generalmente una enseñanza profesional y técnica. El sistema se rige por el Reglamento n.º 16, de 28 de octubre de 1993, relativo a la enseñanza profesional y técnica, las becas y la orientación profesional. El danés sigue siendo la principal lengua de enseñanza. La capital, Nuuk, cuenta con una escuela de magisterio (bilingüe) y una universidad (bilingüe). Al final de sus estudios, todos los estudiantes deben aprobar un examen de lengua groenlandesa.

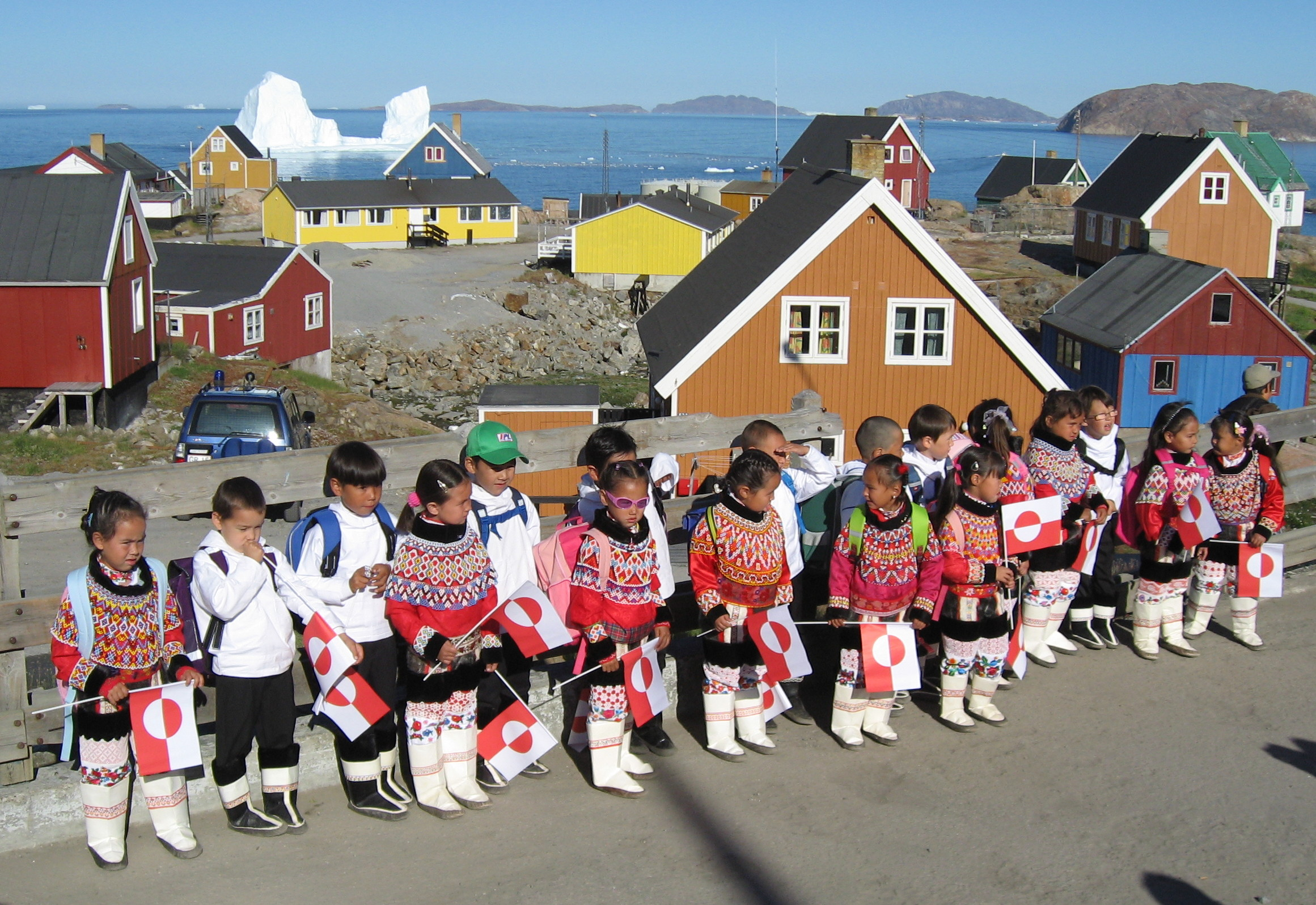
Primer día de clase para los nuevos alumnos de primer curso en la escuela Prinsesse Margrethe en Upernavik, Groenlandia. Todos los alumnos visten el traje tradicional groenlandés.

En Groenlandia se ofrece educación superior: «educación universitaria» (Reglamento n.º 3 de 9 de mayo de 1989); formación de periodistas, formación de profesores de primaria y primer ciclo de secundaria, formación de trabajadores sociales, formación de educadores sociales (Reglamento n.º 1 de 16 de mayo de 1989); y formación de enfermeros y auxiliares de enfermería (Reglamento n.º 9 de 13 de mayo de 1990). Los estudiantes de Groenlandia pueden continuar sus estudios en Dinamarca, si lo desean y tienen los medios económicos para ello.
Para la admisión en los centros educativos daneses, los solicitantes groenlandeses están en igualdad de condiciones con los daneses. Las becas se conceden a los estudiantes groenlandeses que son admitidos en centros educativos daneses. Para poder optar a estas becas, el solicitante debe ser ciudadano danés y haber residido permanentemente en Groenlandia durante al menos cinco años. El periodo total de residencia fuera de Groenlandia no puede superar los tres años.

### Problemas sociales
El suicidio en Groenlandia es un grave problema social, y es una notable preocupación nacional. La tasa de suicidios en Groenlandia es muy alta. Según un censo del 2010, Groenlandia tiene la tasa de suicidios más alta del mundo. Otros problemas sociales importantes que enfrenta Groenlandia son las altas tasas de desempleo, alcoholismo y VIH/sida. Las tasas de consumo de alcohol en Groenlandia alcanzaron su máximo en los años ochenta, cuando era dos veces más alta que en Dinamarca, y en el 2010 habían caído ligeramente por debajo del nivel promedio de consumo en Dinamarca (que es el 12.º más alto del mundo). Pero, al mismo tiempo, los precios del alcohol son mucho más altos, lo que significa que el consumo tiene un alto impacto social.

## Transporte

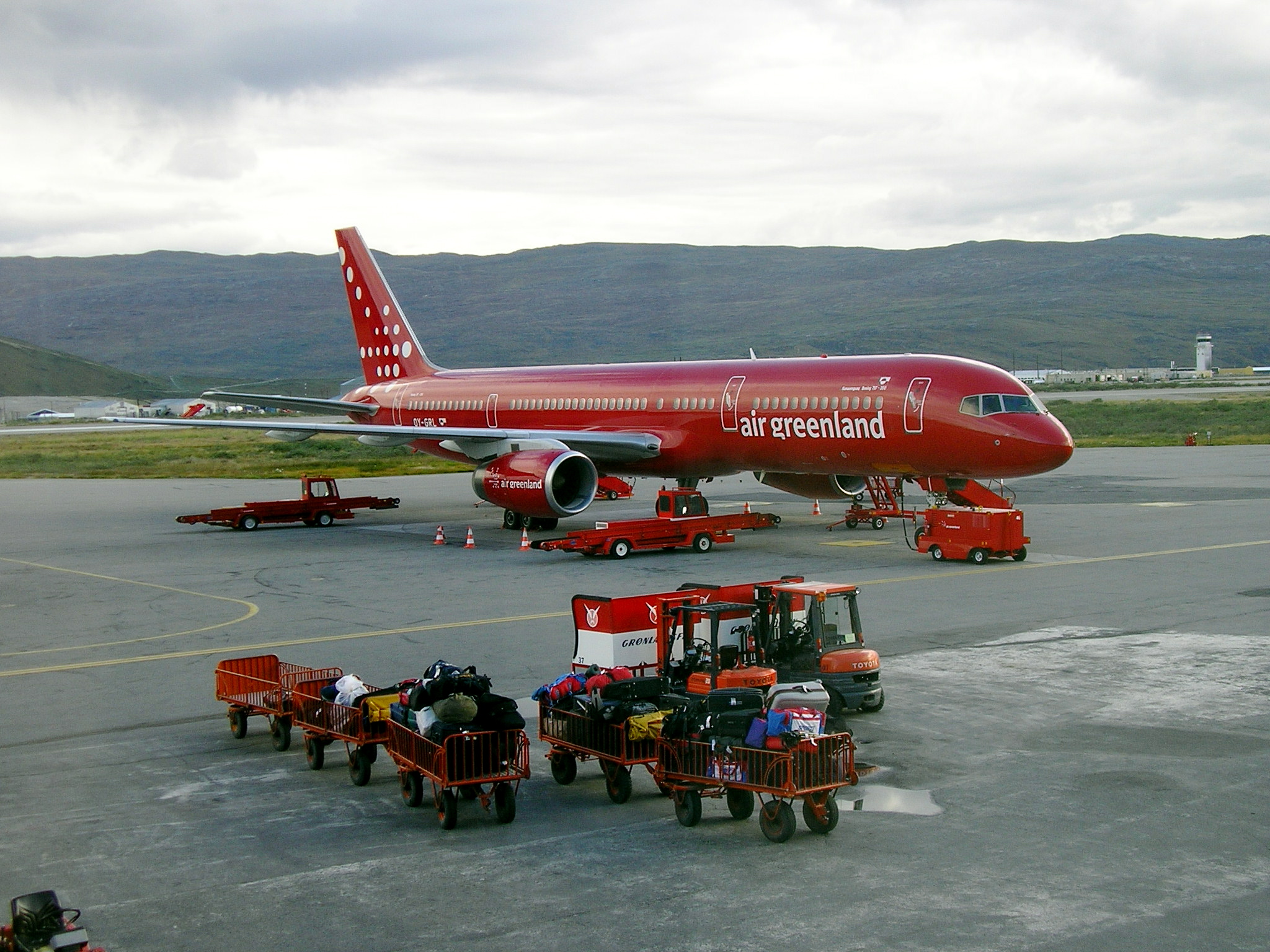
Boeing 757 de Air Greenland.

Hay transporte aéreo tanto dentro de Groenlandia como entre la isla y otras naciones. También hay tráfico marítimo regular, pero las largas distancias hacen que los tiempos de viaje sean largos y la frecuencia baja. Prácticamente no hay carreteras entre ciudades porque la costa tiene muchos fiordos que requerirían un servicio de transbordador para conectar una red de carreteras. La única excepción es una carretera de grava de 5 km de longitud entre Kangilinnguit y la antigua ciudad minera de Ivittuut, ahora abandonada. Además, la falta de agricultura, silvicultura y actividades rurales similares ha hecho que se construyan muy pocos caminos rurales.
El aeropuerto de Kangerlussuaq (SFJ) es el más grande y el principal centro de aviación para el transporte internacional de pasajeros. Presta servicio a vuelos internacionales y nacionales operados por compañías aéreas. SFJ está alejado de las grandes capitales metropolitanas, a 317 km de la capital, Nuuk, y dispone de servicios de transporte aéreo de pasajeros. Groenlandia no cuenta con ferrocarriles de pasajeros.

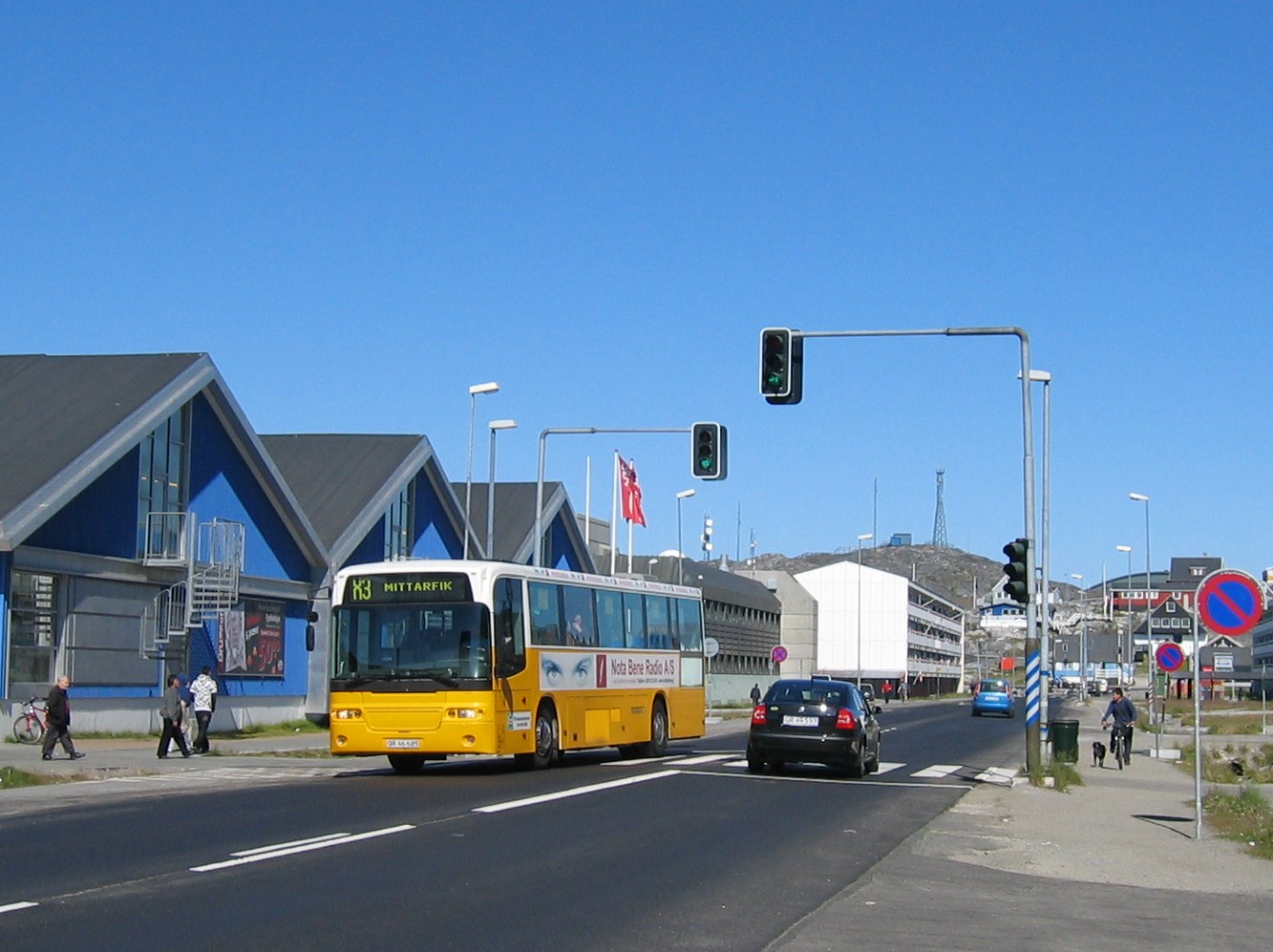
Un bus en Nuuk la capital

El aeropuerto de Nuuk (GOH) es el segundo más grande y está situado a solo 6,0 km (3,7 mi) del centro de la capital. El GOH atiende al tráfico de la aviación general y tiene vuelos nacionales diarios o regulares dentro de Groenlandia. El GOH también ofrece vuelos internacionales a Islandia y aviones de negocios y privados.
El aeropuerto de Ilulissat (JAV) es un aeropuerto nacional que también sirve para vuelos internacionales a Islandia. Hay un total de 13 aeropuertos civiles registrados y 47 helipuertos en Groenlandia; la mayoría de ellos no están pavimentados y se encuentran en zonas rurales. La segunda pista más larga está en Narsarsuaq, un aeropuerto nacional con servicio internacional limitado en el sur de Groenlandia.
Todos los asuntos relacionados con la aviación civil son gestionados por la Autoridad de Transporte danesa. La mayoría de los aeropuertos, incluido el de Nuuk, tienen pistas cortas y solo pueden ser atendidos por aviones especiales bastante pequeños en vuelos bastante cortos. El aeropuerto de Kangerlussuaq, situado a unos 100 kilómetros (62 millas) hacia el interior de la costa occidental, es el principal aeropuerto de Groenlandia y el centro de operaciones de los vuelos nacionales. Los vuelos intercontinentales conectan principalmente con Copenhague. Los viajes entre destinos internacionales (excepto Islandia) y cualquier ciudad de Groenlandia requieren un cambio de avión.

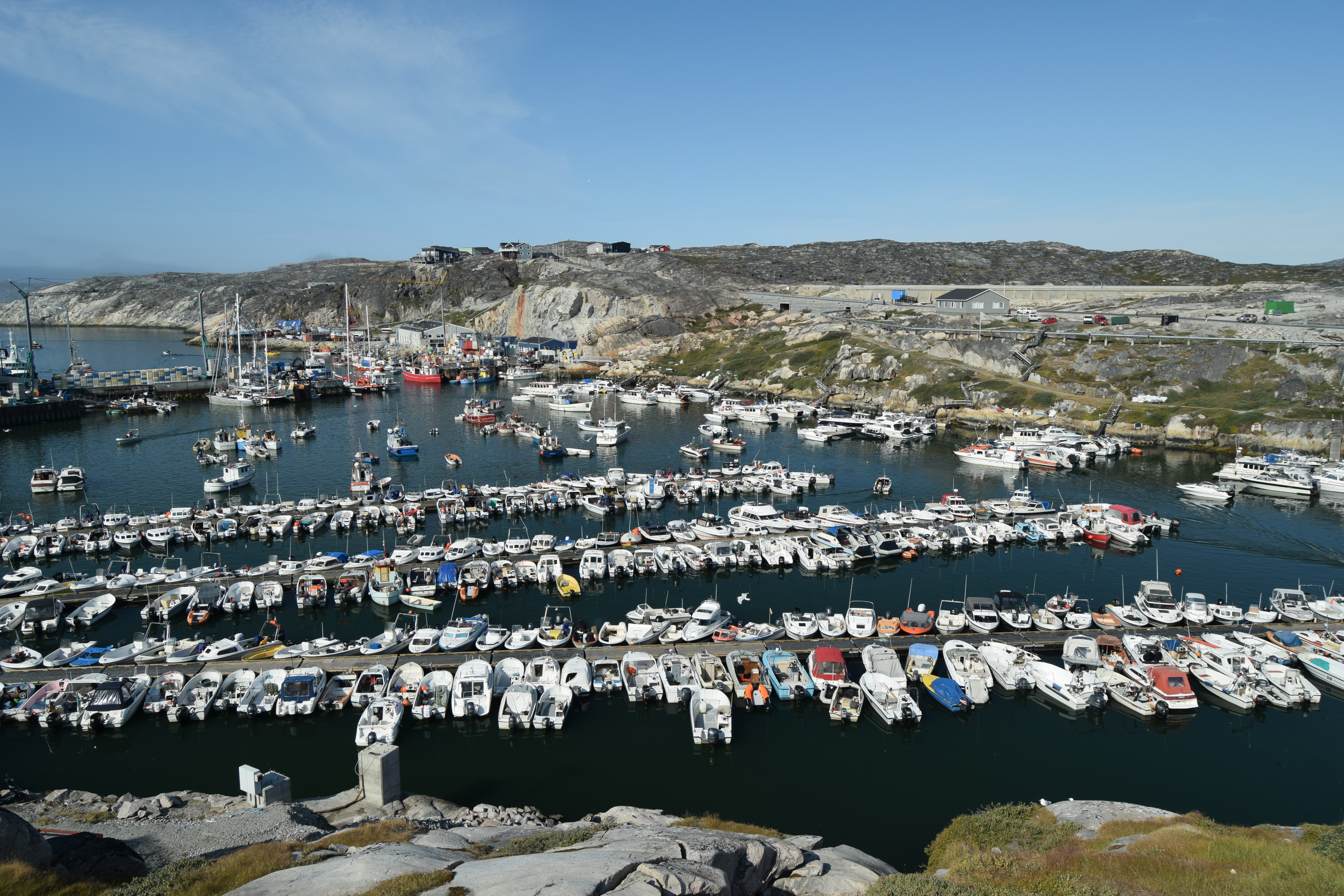
Puerto de Ilulissat, Groenlandia

Icelandair opera vuelos desde Reikiavik a varios aeropuertos de Groenlandia, y la compañía promociona el servicio como una opción de viaje de un día desde Islandia para los turistas.
No hay vuelos directos a Estados Unidos o Canadá, aunque ha habido vuelos Kangerlussuaq - Baltimore, y Nuuk - Iqaluit, que se cancelaron por falta de pasajeros y pérdidas económicas. Una alternativa entre Groenlandia y Estados Unidos/Canadá es Icelandair, con cambio de avión en Islandia.
El transporte marítimo de pasajeros lo realizan varios transbordadores costeros. La línea Arctic Umiaq realiza un único viaje de ida y vuelta a la semana, con una duración de 80 horas en cada sentido.
La compañía naviera Royal Arctic Line se encarga del transporte de mercancías por mar desde, hacia y a través de Groenlandia. Ofrece oportunidades de comercio y transporte entre Groenlandia, Europa y Norteamérica.

## Cultura
La cultura de Groenlandia comienza con el poblamiento por parte de los inuit de la cultura Dorset, desde el segundo milenio a. C. tras la fusión del hielo ártico de las zonas habitables.

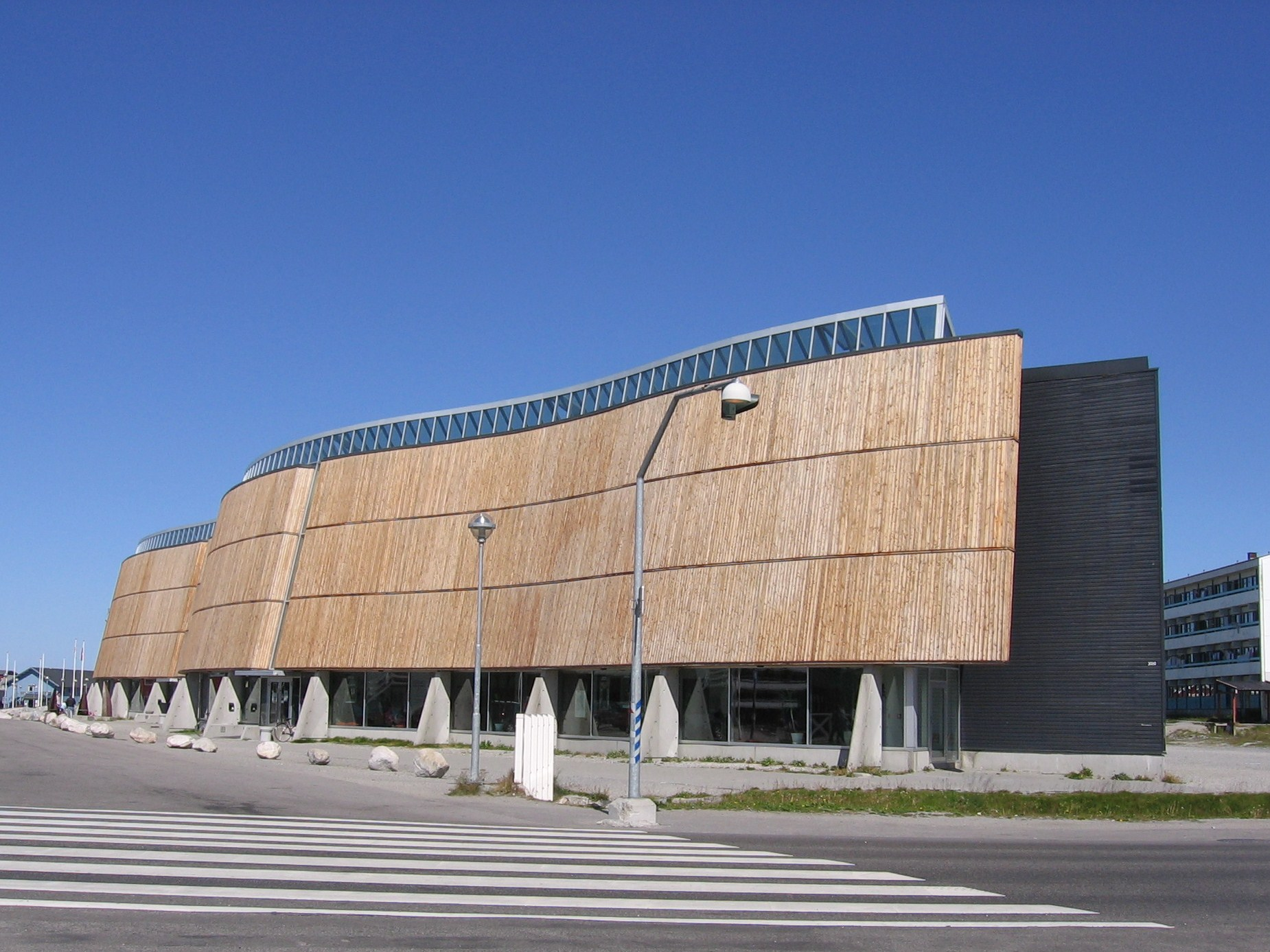
Centro cultural de Katuaq en Nuuk.

En el siglo X los vikingos de origen noruego poblaron la zona meridional de la isla, mientras que una nueva oleada inuit, la cultura Thule, se introduce en la isla desde el Norte y se expande hacia el Sur. El choque cultural entre ambos pueblos está atestiguado por el hallazgo de un fragmento de cota de malla vikinga en una latitud alta de la isla, mientras que una figurilla tallada en marfil de morsa de clara adscripción inuit fue hallada en Bergen (Noruega). Ambos objetos han de entenderse como un claro testimonio de las transacciones comerciales entre ambos pueblos.
Tras un periodo de enfriamiento hacia el final de la Edad Media, los vikingos abandonan la isla, refugiándose sus últimos pobladores posiblemente en Islandia. De esta forma, la isla se engloba desde entonces en su totalidad en la cultura Inuit, hasta la llegada de los daneses a principios del siglo XVIII. Hoy en día, el 80 % de la población es de origen inuit, mientras que el 20 % restante es de origen danés.
Las distancias en Groenlandia se miden en sinik o «sueños», el número de pernoctas que dura un viaje. No puede decirse que realmente sea una distancia porque, según el tiempo y la estación del año, el número de sinik puede variar. Tampoco se trata de un concepto temporal.

### Cocina
El plato nacional de Groenlandia es el suaasat, una sopa hecha con carne de foca. La carne de mamíferos marinos, la caza, las aves y el pescado desempeñan un papel importante en la dieta groenlandesa. Debido al paisaje glacial, la mayoría de los ingredientes proceden del océano. Las especias se utilizan poco, aparte de la sal y la pimienta. El café groenlandés es un café de postre «flameado» (que se prende fuego antes de servirlo) hecho con café, whisky, Kahlúa, Grand Marnier y nata montada. Es más fuerte que el conocido café de postre irlandés.

### Bellas artes
Los inuit tienen su propia tradición artesanal; por ejemplo, tallan el tupilak. Esta palabra kalaallisut significa alma o espíritu de un difunto, y en la actualidad describe una figura artística, normalmente de no más de 20 centímetros de altura, tallada principalmente en marfil de morsa, con una variedad de formas inusuales. Esta escultura representa en realidad un ser mítico o espiritual; sin embargo, normalmente se ha convertido en un mero objeto de coleccionista debido a su aspecto grotesco para los hábitos visuales occidentales. Sin embargo, los artesanos modernos siguen utilizando materiales autóctonos como la lana de buey almizclero y de oveja, la piel de foca, las conchas, la piedra de jabón, los cuernos de reno o las piedras preciosas.
La historia de la pintura groenlandesa comenzó con Aron von Kangeq, que representó las antiguas sagas y mitos groenlandeses en sus dibujos y acuarelas a mediados del siglo XIX. En el siglo XX se desarrolló la pintura de paisajes y animales, así como el grabado y las ilustraciones de libros con un colorido a veces expresivo. Kiistat Lund y Buuti Pedersen se dieron a conocer en el extranjero sobre todo por sus pinturas de paisajes. Anne-Birthe Hove eligió temas de la vida social groenlandesa. En Nuuk hay un museo de bellas artes, el Museo de arte de Nuuk.

### Arquitectura
La arquitectura groenlandesa ha dependido tanto de sus pobladores como de las condiciones climáticas adversas. Los primeros habitantes inuit introdujeron las cabañas de turba, que habitualmente usaban en invierno. En verano los desplazamientos para la caza, propios de su estilo de vida seminómada, propiciaron el uso de tiendas de campaña de piel de foca; en el norte también se construían iglús en ocasiones. Con la llegada de Erik el Rojo en el siglo X, la cultura vikinga de Islandia levantó grandes haciendas de piedra y las primeras iglesias cristianas de América. La más antigua que se conserva es la iglesia de Hvalsey, en Qaqortoq, con sillería de granito de los alrededores.
La colonización dano-noruega de la isla se introdujeron las casas de madera con tejado a dos aguas típicas de Noruega, que venían importadas desde Escandinavia ante la falta de materiales adecuados. También se construyeron edificios religiosos, como la catedral de Nuuk o la iglesia de Qeqertarsuaq. En esta época se originó el código de color típico de las localidades groenlandesas: rojo para escuelas y comercios, amarillo para hospitales, azul para edificios gubernamentales y procesadoras de pescado, etc..
A partir de 1953, en el contexto de la asimilación de Groenlandia como un condado de Dinamarca, un cambio urbanístico sobrevino la isla, donde se construyeron gran cantidad de casas rurales importadas del territorio principal danés. También se levantaron bloques de apartamentos que no se adaptaban al estilo de vida del ártico, como fue el caso el Blok P en Nuuk, donde se trasladaron inuit que no podían guardar sus aparejos o destripar sus capturas. Desde la década de 1980 se comenzaron a implementar soluciones arquitectónicas que seguían las necesidades de los locales, con vestíbulos y baños más amplios. También desde finales de siglo se levantaron edificios de interés como el Katuaq (1997) o el centro de visitantes del fiordo de Ilulissat (2021).

### Música
El tambor es el instrumento tradicional de Groenlandia. Se utilizaba para realizar las danzas tradicionales de los tambores. Para ello, se utilizaba un tambor redondo (qilaat) en forma de armazón hecho de madera de deriva o de costillas de morsa cubierto con una vejiga de oso polar, un estómago de oso polar o un estómago de morsa. El toque de tambor no se hacía sobre la membrana, sino con un palo desde abajo en el marco. Para ello se cantaban melodías sencillas.

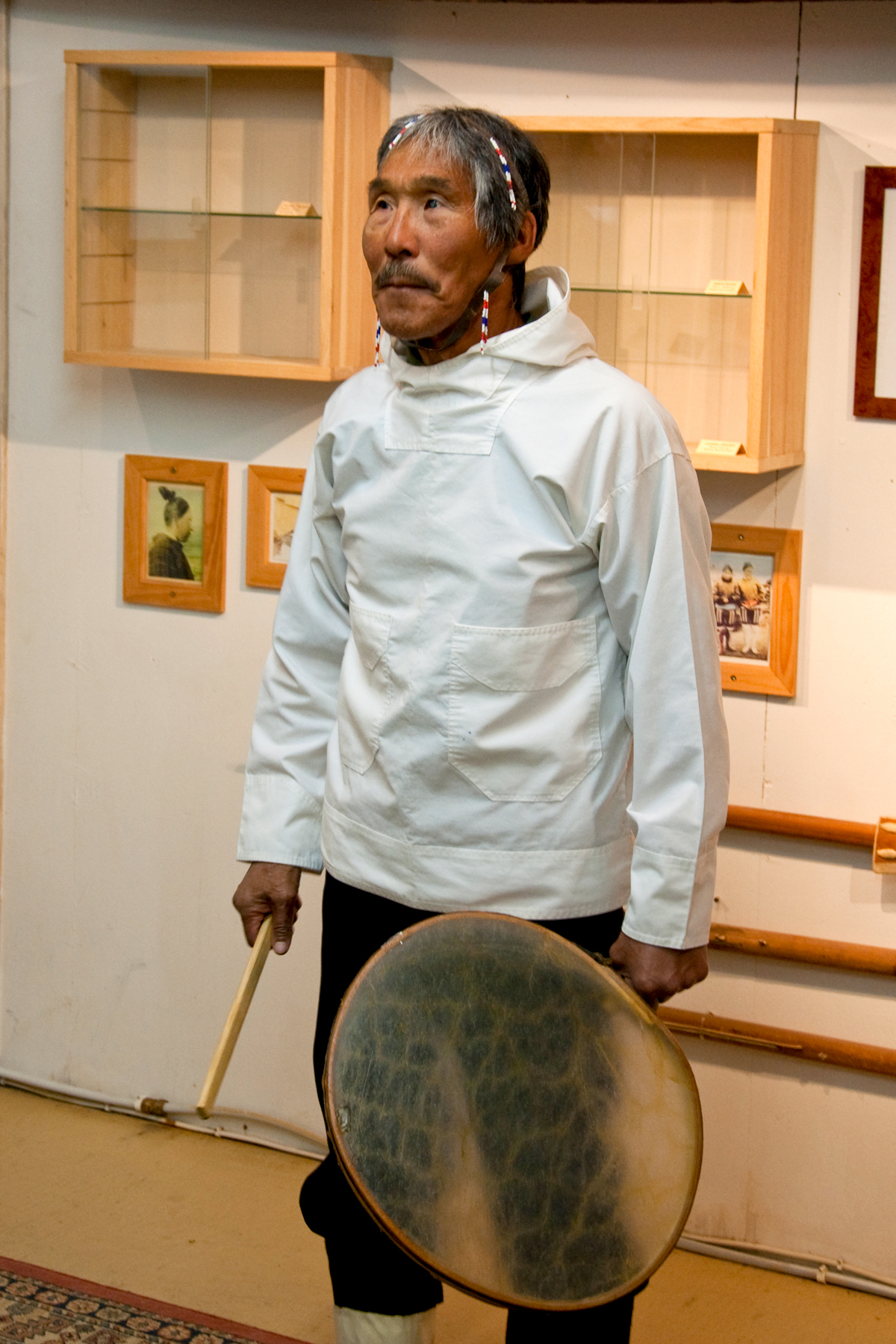
Anda Kuitse, baterista y chamán tradicional de Groenlandia

La danza del tambor solía cumplir dos funciones: Por un lado, el tambor se utilizaba para ahuyentar el miedo en las largas y oscuras noches de invierno. Para ello, el bailarín del tambor hacía muecas e intentaba hacer reír a los demás hasta que se olvidaba todo el miedo.
También se resolvieron las disputas con el tambor. Si alguien se había portado mal, se le retaba con el tambor. La gente se reunía en ciertos lugares poderosos y se turnaba para tocar el tambor y cantarle. Intentaron ridiculizar al máximo a la otra persona. Los espectadores expresaron con sus risas quién era el ganador y quién, por tanto, el culpable.
El tambor también podía ser utilizado por los chamanes para las conjuraciones rituales de los espíritus.
Tras la llegada de los misioneros en el siglo XVIII, la danza de los tambores (todavía popular entre los inuit canadienses hoy en día) fue prohibida por considerarla pagana y chamánica y sustituida por el canto polifónico de canciones seculares y eclesiásticas. Este canto coral es conocido hoy en día por su especial sonido. Los himnos de la iglesia son en parte de origen alemán debido a la influencia de la Herrnhuter Brüdergemeinde. Los balleneros escandinavos, alemanes y escoceses llevaron el violín, el acordeón y la polca (kalattuut) a Groenlandia, donde ahora se tocan siguiendo intrincados pasos de baile.
Groenlandia también tiene una cultura musical notablemente moderna. El primer grupo que cantó en groenlandés fue el grupo Sumé en los años 70. Los grupos más importantes son Nanook, Chilly Friday, Disko Democratic Republic y Siissisoq (rock) y Nuuk Posse (hip-hop), que también bailan con tambores. El cantautor más conocido es Angu Motzfeldt. El cantante y actor Rasmus Lyberth también es conocido internacionalmente.
En Groenlandia se editan entre 10 y 15 CDs al año, con tiradas de hasta 5.000 ejemplares.

## Deporte
Groenlandia no es especialmente famosa por los deportes, pero tiene algunos equipos, como el de fútbol, la selección de fútbol de Groenlandia, administrada por la Asociación de Fútbol de Groenlandia, con un estadio con capacidad para 2000 personas en la capital Nuuk. También cabe destacar la selección de balonmano, que ha logrado participar ya en más de una ocasión en el Mundial de Balonmano (Francia 2001, Portugal 2003 y Alemania 2007) consiguiendo la medalla de bronce en dos ocasiones en el Campeonato Panamericano de Balonmano. Además, Groenlandia compite cada dos años en los Juegos de las Islas. Sin embargo, los deportistas nacidos en Groenlandia podrían llegar a disputar los Juegos Olímpicos pero representando a Dinamarca.
El 15 de septiembre del 2010 el entonces presidente de la FIFA, Joseph Blatter, visita el país, provocando gran expectación, además poco antes se inauguró el primer estadio de hierba artificial de Groenlandia en Qaqortoq el cual fue financiado por la FIFA. La principal liga de fútbol de Groenlandia es la Coca Cola GM, creada en 1958.

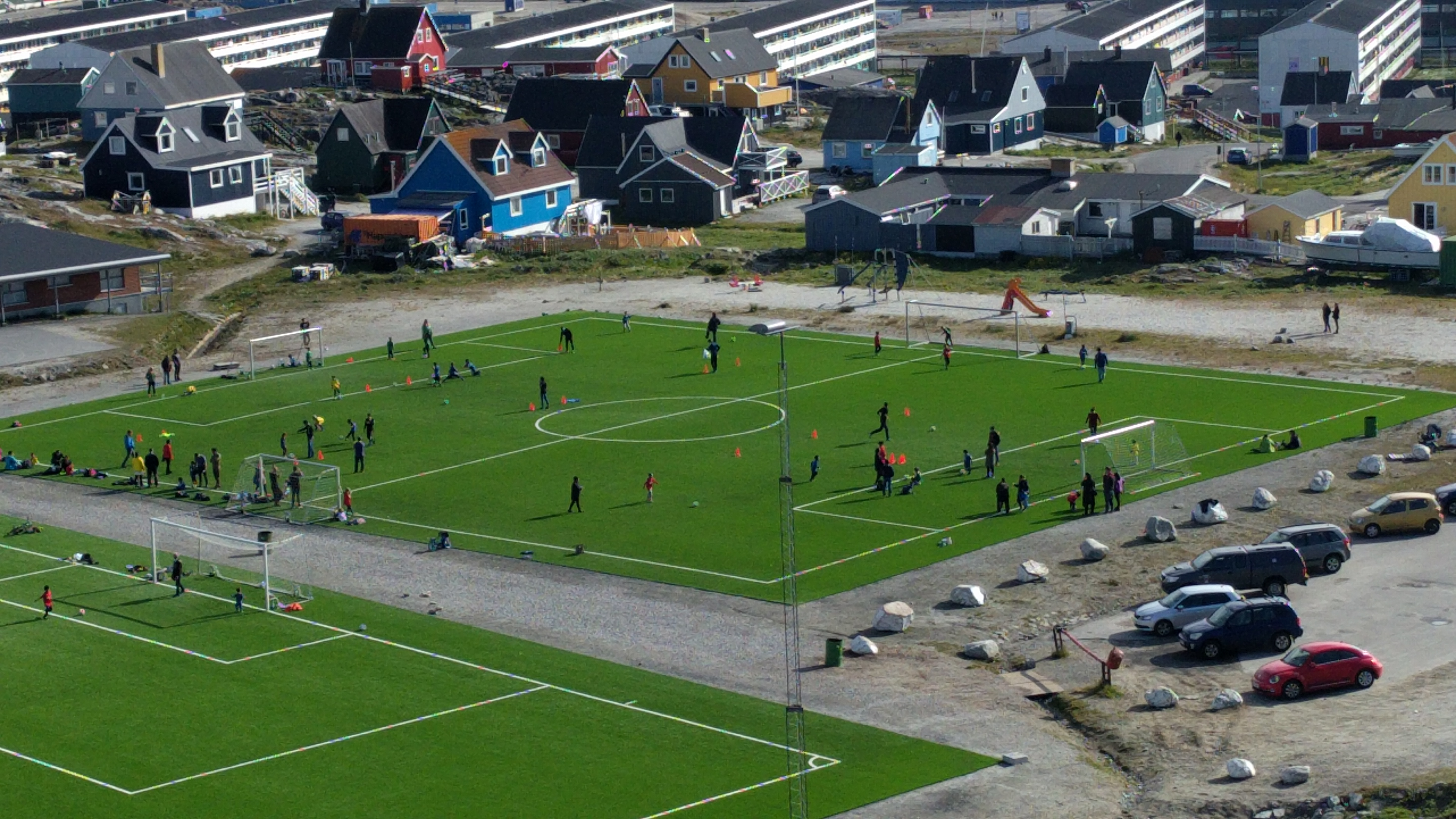
Campo de fútbol en Nuuk, Groenlandia

Los deportes populares son el fútbol, el atletismo, balonmano y el esquí. El balonmano es incluso considerado el deporte nacional, y el equipo nacional masculino de Groenlandia fue clasificado entre los 20 primeros del mundo en 2001. Las mujeres groenlandeses sobresalen en fútbol en relación con el tamaño del país. Groenlandia tiene unas condiciones excelentes para practicar el esquí, la pesca, el snowboard, la escalada en hielo y la escalada, aunque el público en general prefiere el alpinismo y el senderismo. Aunque el medio ambiente del país es generalmente poco adecuado para el golf, hay campos de golf en la isla. Groenlandia acogió una bienal internacional por segunda vez en el año 2016, que es el evento multideportivo y cultural más grande del mundo para los jóvenes del Ártico
El deportista más reconocido de Groenlandia es el futbolista Jesper Grønkjær, antiguo integrante de la selección de Dinamarca.
La asociación deportiva más antigua de Groenlandia es la Federación de Esquí de Groenlandia (GIF), fundada en 1969, cuando el entonces presidente del GIF, Daniel Switching, tuvo la iniciativa de fundar federaciones e instituir reformas. La Federación de Esquí de Groenlandia se divide en comités de selección alpina y cross-country. La federación no es miembro de la Federación Internacional de Esquí (FIS), pero los esquiadores de Groenlandia participaron en los Juegos Olímpicos y los Campeonatos del Mundo bajo la bandera danesa a los Juegos de 1968, 1994, 1998 y 2014.
Groenlandia participó en el campeonato mundial de balonmano masculino de 2007 en Alemania, terminando el 22.º de 24 equipos nacionales.

Groenlandia compite en los Juegos Islandeses bienales, así como en los Juegos Olímpicos del Invierno Ártico (AWG). En 2002, Nuuk acogió el GTE conjuntamente con Iqaluit, Nunavut. En 1994 y de nuevo en 2002 ganaron el Trofeo Hodgson por su juego limpio.

## Medios de comunicación

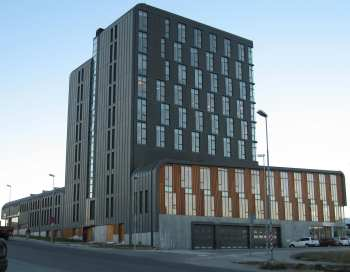
Sede de Teletaarnet en Nuuk Groenlandia

Kalaallit Nunaata Radioa (KNR) es la empresa pública de radiodifusión de Groenlandia. Es miembro asociado de Eurovisión y miembro asociado de la red Nordvision. La empresa da empleo directo a casi 100 personas y es una de las mayores del país. La ciudad de Nuuk también cuenta con una televisión local, Nanoq Media, creada el 1 de agosto de 2002. Es la mayor cadena de televisión local de Groenlandia, ya que llega a más de 4000 hogares como miembros receptores, lo que corresponde a cerca del 75 % de todos los hogares de la capital.
En la actualidad solo se publican dos periódicos en Groenlandia, ambos de distribución nacional. El semanario groenlandés Sermitsiaq se publica cada viernes, mientras que la versión en línea se actualiza varias veces al día. Solo se distribuyó en Nuuk hasta la década de 1980. Lleva el nombre de la montaña Sermitsiaq, situada a unos 15 kilómetros al noreste de Nuuk. El otro periódico groenlandés es el quincenal Atuagagdliutit/Grønlandsposten (AG), que se publica cada martes y jueves en groenlandés como Atuagagdliutit y en danés como Grønlandsposten. Todos los artículos se publican en ambos idiomas.